# Doubs (rivière)
Pour les articles homonymes, voir Doubs.
Ne doit pas être confondu avec Doux (rivière).
Le Doubs (prononcé [du]) est une rivière française et suisse traversant trois départements de la région Bourgogne-Franche-Comté : le Doubs auquel il a donné son nom, le Jura et la Saône-et-Loire, ainsi que les cantons suisses de Neuchâtel et du Jura. C'est le principal affluent de la Saône et par conséquent un sous-affluent du Rhône. 
Sa longueur totale est de 453 km, dont 430 km sur le territoire français et 85 km sur le territoire suisse, une partie de son tracé faisant office de frontière entre les deux États. Il constitue le dixième cours d'eau français par sa longueur et la quatrième rivière française après la Marne, le Lot et la Saône, ainsi que le neuvième cours d'eau suisse par sa longueur. 
Il prend sa source dans une cavité du massif du Jura située sur la commune française de Mouthe à 945,5 m d'altitude et s'écoule d'abord principalement vers le nord-est. Après être remonté jusqu'à la trouée de Belfort, il s'écoule ensuite dans une direction opposée à celle de la première partie de son cours, se dirigeant vers le sud-ouest jusqu'à son confluent. Il se jette dans la Saône à Verdun-sur-le-Doubs, à 175 m d'altitude.
Les eaux du Doubs, jusqu'à la Méditerranée via la Saône (de Verdun-sur-le-Doubs à Lyon) puis le Rhône (de Lyon à la Méditerranée), réalisent un parcours fluvial de 1032 km, dont 999 km en territoire français, soit le plus long parcours fluvial du bassin du Rhône.

## Hydronymie
Le Doubs est mentionné anciennement sous la forme Dubis, qui vient du celtique (gaulois) dub qui signifie « noir ». La première mention écrite apparaît dans les Commentaires sur la Guerre des Gaules de Jules César : « […] propterea quod flumen [alduas] Dubis ut circino circumductum paene totum oppidum cingit […] ». C'est un nom féminin à l'origine *dubui > dubi(s), comme la plupart des noms de rivière antiques. On retrouve plusieurs noms de rivière analogues en Grande-Bretagne du type Dove, d'une forme en -ā (dubuā) et des noms dérivés en France (la Dhuine, la Dheune ou la Deûle).
La racine celtique ancienne dubu- est prolongée par le vieux gallois dub-, gallois, breton du et l'irlandais dub, signifiants « noir », de même dans des termes dialectaux régionaux, par exemple dans sapin double, compris comme « double », mais à l'origine doube, c'est-à-dire noir. De même, le suisse allemand a conservé le mot, figé dans les toponymes du type Tobwald, Toppwald, mais encore vivant au Moyen Âge comme le montre la mention latine de 1299 : « Silvas nigras que theotonice vulgo topwelde appellantur. » ,

## Hydrographie

### Vue d'ensemble

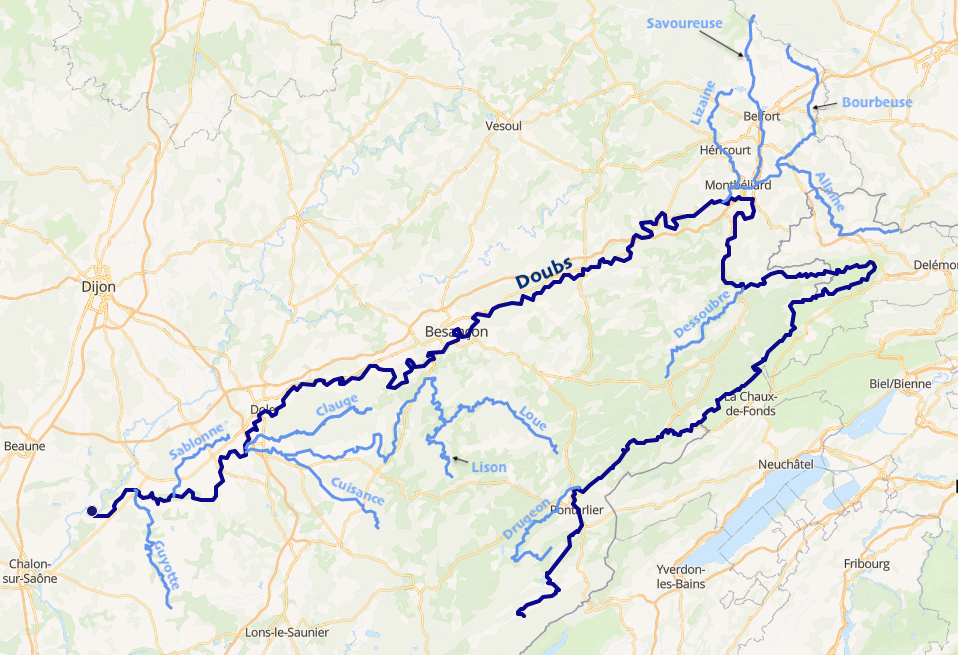
Le Doubs et les principaux cours d'eau de son bassin (carte interactive).

D'une longueur de 453 kilomètres, le Doubs a globalement la forme d'un M avec des jambes très allongées : ainsi, la distance à vol d'oiseau entre sa source et son confluent n'est que de 93 kilomètres. Il s'écoule d'abord vers le nord-est, puis, après une courte remontée en direction du nord en amont de Montbéliard (qu'il n'arrose pas), il s'écoule en direction du sud-ouest jusqu'à son confluent avec la Saône à Verdun-sur-le-Doubs (Saône-et-Loire).
Au Miocène, l'ur-Aar se jette dans le Danube. Au Pliocène moyen, l'ur-Aar se jette dans le Rhône au travers du Doubs (voir Aar-Doubs). Ce n'est qu'à la fin du Pliocène, quand la barrière formée par le Kaiserstuhl saute, que l'Aar rejoint le Rhin.

### La source

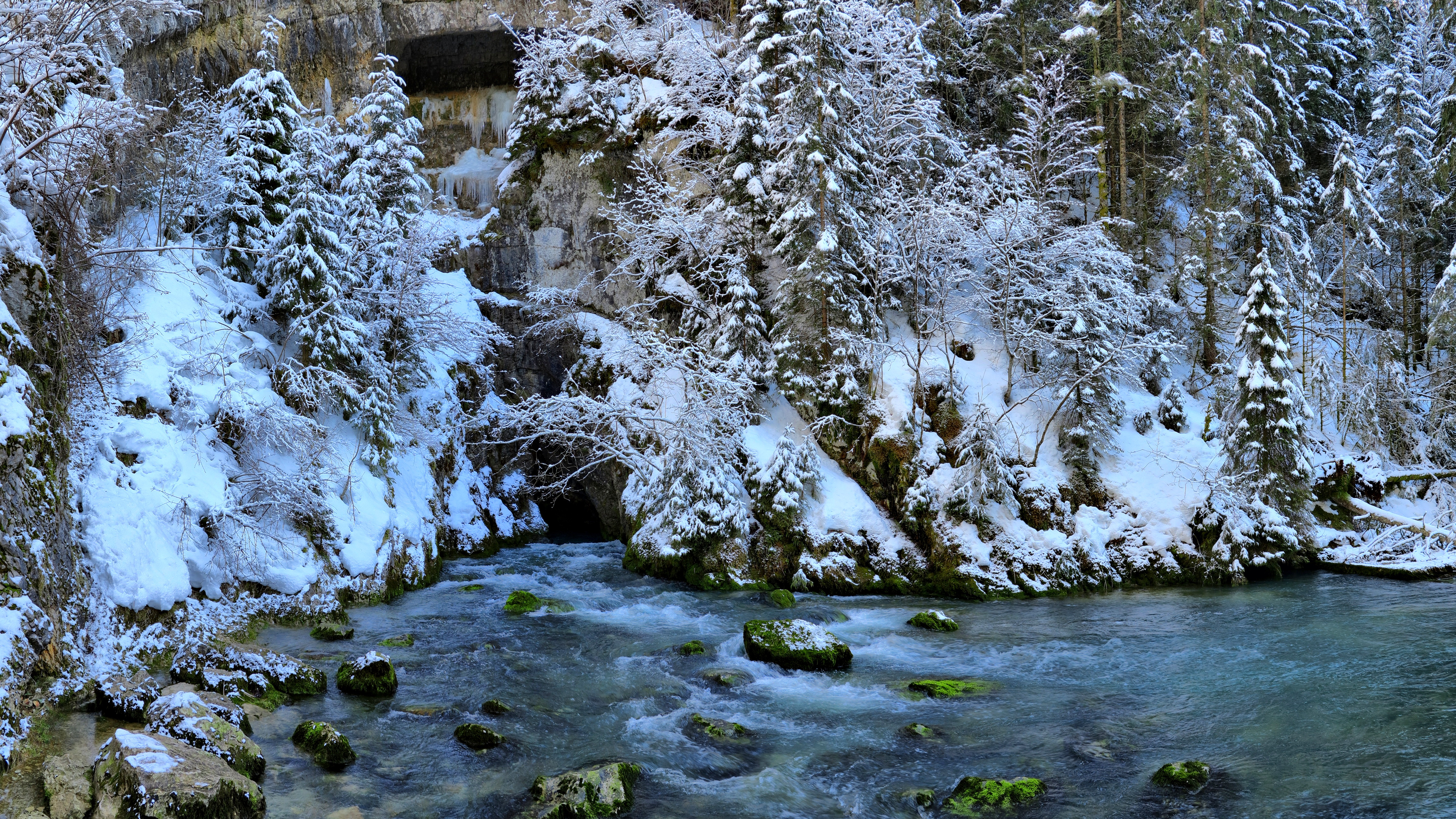
La source du Doubs en hiver.

Le Doubs prend sa source au cœur du massif du Jura à 945,5 m d'altitude, sur le territoire de la commune française de Mouthe (département du Doubs), à environ cinq kilomètres de la frontière franco-suisse. Les eaux du Doubs surgissent d'une cavité constituée de roches calcaires du Portlandien, située au pied du mont Risoux et de la forêt du Noirmont. La température de l'eau y est comprise toute l'année entre 5 °C et 6 °C. Des explorations spéléologiques ont permis de découvrir l'existence d'une succession de siphons juste en amont de l'exsurgence dont le troisième plonge verticalement jusqu'à plus de 50 m de profondeur. Le débit moyen à la source est de 1,76 m3/s. Juste après la source, la rivière prend la direction de l'ouest et traverse des zones humides, dont les tourbières du Moutat. Après environ deux kilomètres, à l'entrée du village du Mouthe, le Doubs reçoit les eaux d'un premier affluent, le Cébriot, et prend alors la direction du nord-est dans le val de Mouthe-Métabief.

### La Haute Vallée du Doubs

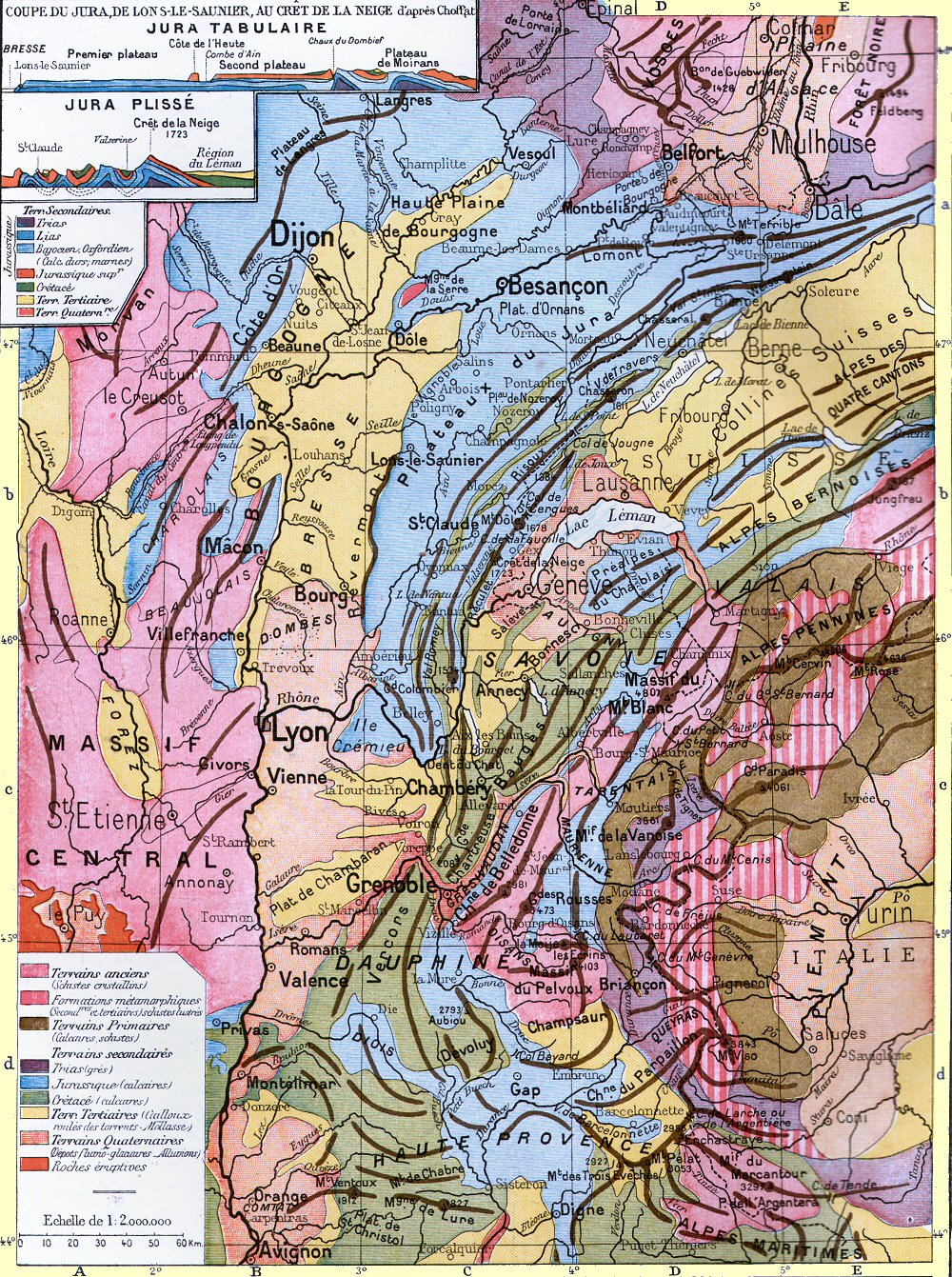
Carte et coupes géologiques du massif du Jura. Le Doubs adopte un tracé en baïonnette en amont de Morteau.

Sur les premiers kilomètres de son parcours, le Doubs adopte un tracé singulier en forme de baïonnettes, faisant se succéder tantôt un écoulement dans de larges dépressions synclinales dénommées vals (vals de Mouthe, du lac de Saint-Point, de la plaine de l'Arlier, du Saugeais et de Morteau), tantôt des passages dans des gorges étroites découpant les anticlinaux et appelées cluses. Ainsi, après avoir atteint la commune de Rochejean, il prend la direction nord-ouest en passant par la cluse de Fourperet, qui draine les eaux de la rivière du val de Mouthe vers le val de Saint-Point. Vingt-deux kilomètres en aval de la source, il reprend une direction nord-est et forme alors un vaste lac naturel, le lac de Saint-Point, de près de 7 km de longueur et 800 m de largeur. Le passage d'une nouvelle cluse au pied du fort de Joux permet au cours d'eau d'atteindre Pontarlier, première ville d'importance à être traversée. Il reçoit un de ses principaux affluents, le Drugeon, avant de s'écouler dans le val du Saugeais. Il s'insère ensuite dans une série de gorges escarpées, le défilé d'Entre-Roches et le défilé du Coin de la Roche, débouchant sur le val de Morteau.
Dans cette zone en aval de Pontarlier, des pertes du Doubs vont alimenter au moins en partie la résurgence qui constitue la source de la Loue.
Ce phénomène karstique a été découvert en août 1901 lorsque les usines Pernod de Pontarlier brûlèrent après avoir été frappées par la foudre le 11 août 1901. Ces usines fabriquant de l'absinthe hautement inflammable, les pompiers déversèrent dans un puits perdu 600 000 litres du spiritueux. Le surlendemain, on retrouva des traces d’absinthe et de colorant jaune doré aux reflets verts dans la Loue, comme le rapporta André Berthelot. Cela fut confirmé par les savants spéléologues Édouard-Alfred Martel et Eugène Fournier qui, ayant remarqué une faille sur le cours du Doubs en aval de Pontarlier, y jetèrent un puissant colorant vert (fluorescéine). Quelques jours plus tard, la Loue était colorée de ce même vert.
Au niveau de Villers-le-Lac, il forme le lac de Chaillexon (appellation française) ou lac des Brenets (appellation suisse) se composant de trois bassins dont les deux derniers forment les Gorges du Doubs. Il se termine par un entonnoir débouchant sur une chute de 27 mètres de hauteur, le Saut du Doubs. De Villers-le-Lac à Indevillers, le Doubs constitue une frontière naturelle entre la France et la Suisse sur une cinquantaine de kilomètres, sous forme d'un profond canyon dominé par des corniches et encaissé par endroits de près de 400 m. Cette partie frontalière du cours d'eau, de par sa morphologie, est très sauvage : seuls deux ponts permettent de le traverser et une seule zone habitée s'est établie sur ses berges, le village transfrontalier de Goumois. Peu après, il pénètre franchement sur le territoire suisse en se dirigeant vers l'est jusqu'à la localité de Saint-Ursanne où il forme une épingle pour repartir en direction de l'ouest : cette région enserrée par la rivière est appelée le Clos du Doubs. Son cours entre à nouveau en France, reçoit les eaux du Dessoubre à Saint-Hippolyte, et à partir de ce point met le cap vers le nord. Il franchit par une cluse la chaîne plissée du Lomont avant d'arroser la ville de Pont-de-Roide et remonte vers le bas pays en direction de la trouée de Belfort. Il atteint une zone très urbanisée, l'agglomération de Montbéliard, à travers laquelle il forme une vaste boucle pour bifurquer à nouveau vers l'ouest.

La Haute Vallée du Doubs
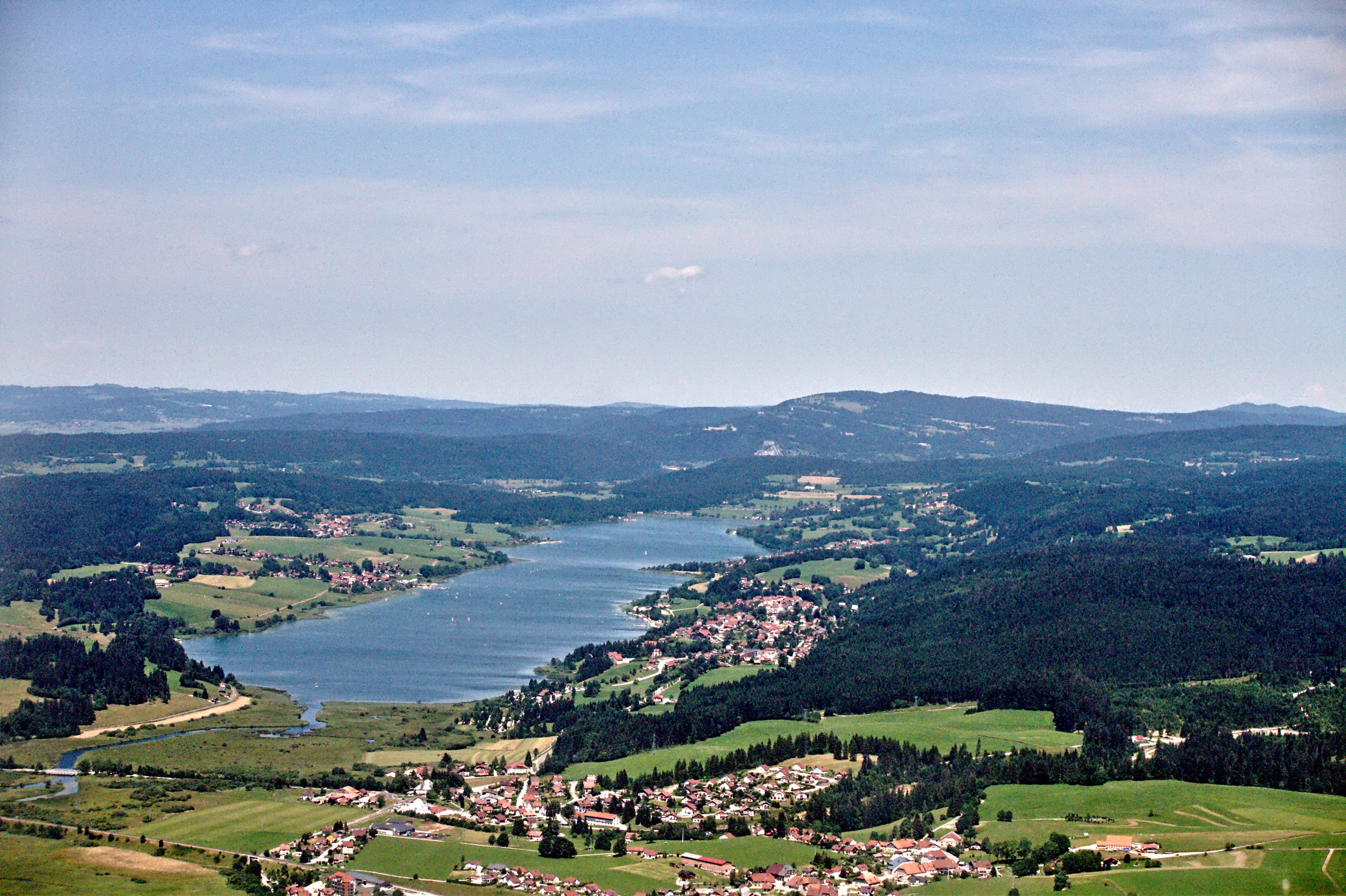
Le lac de Saint-Point.
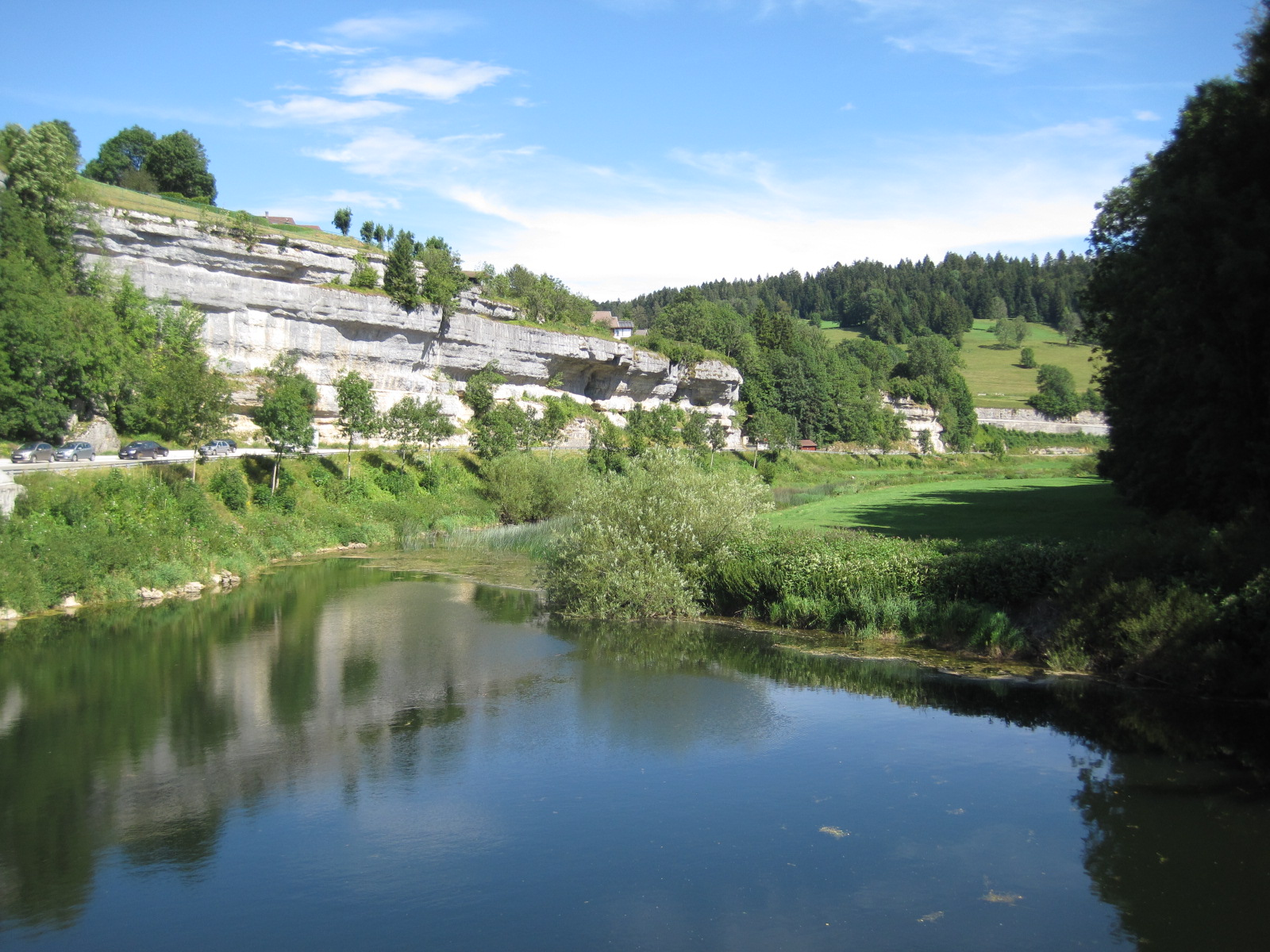
Le défilé d'Entre-Roches.
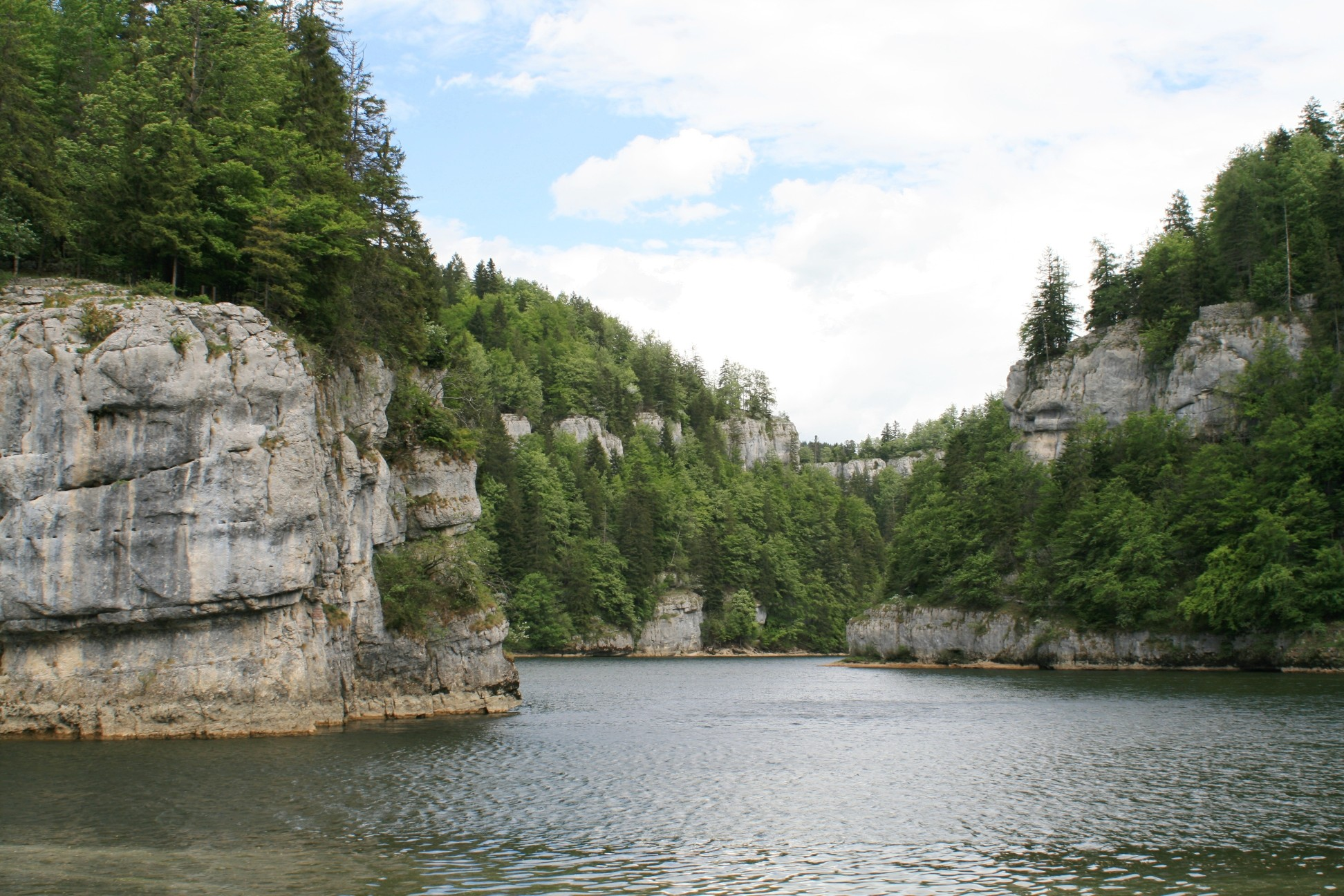
Les gorges du Doubs.
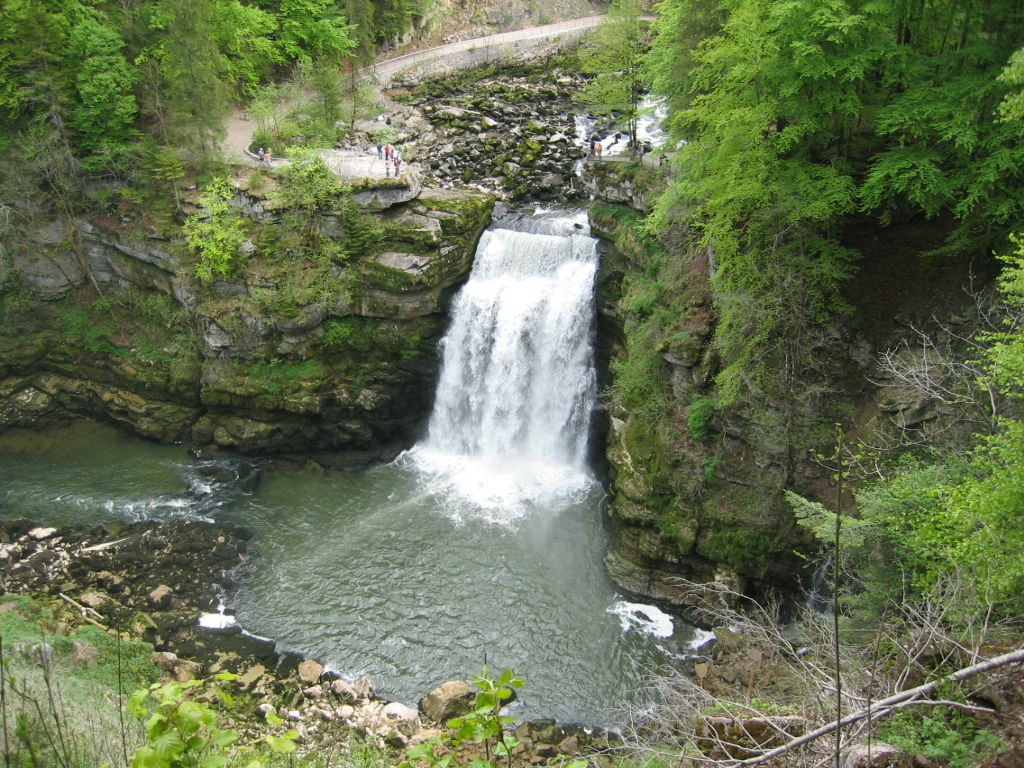
Le saut du Doubs.
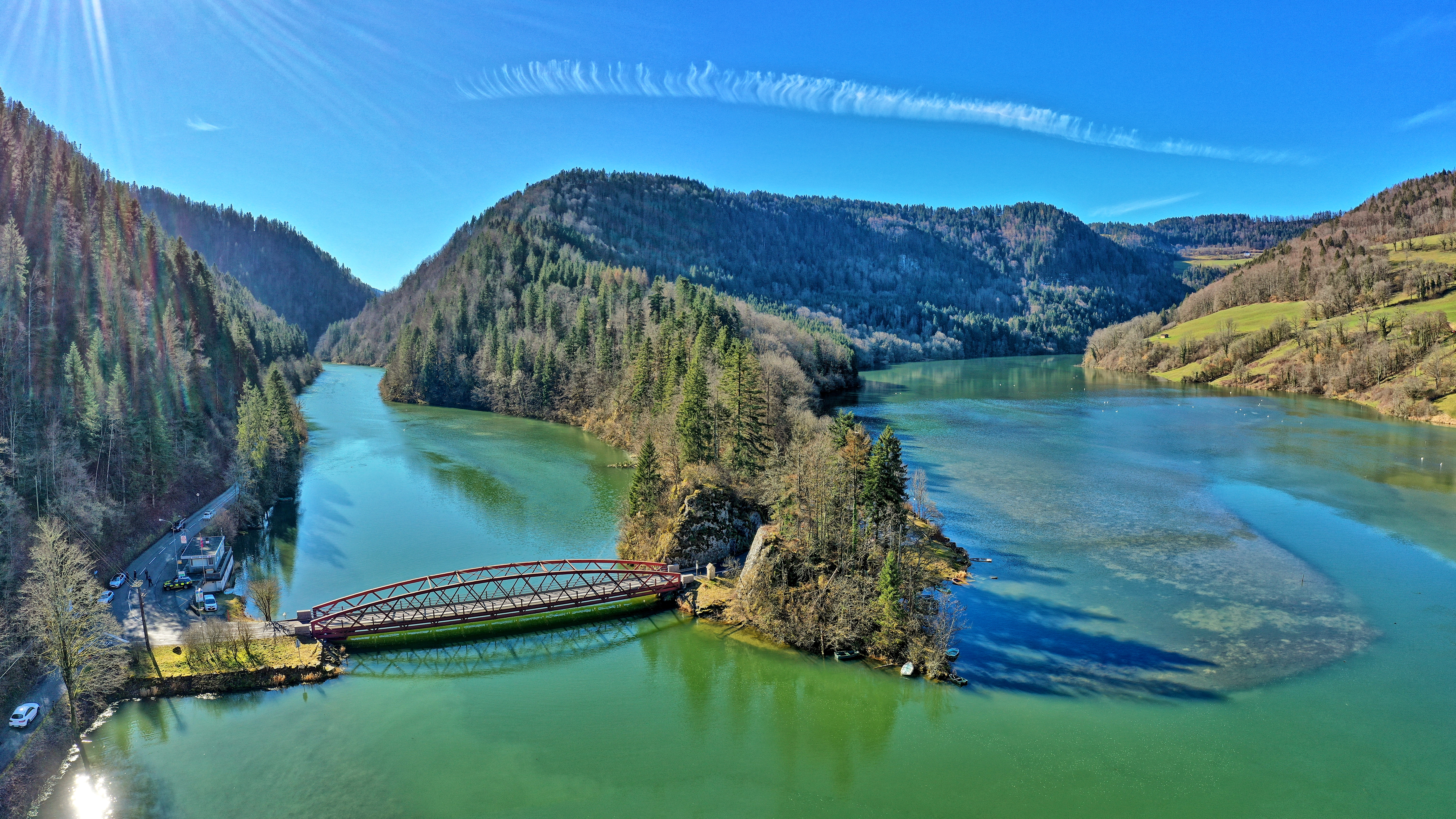
Le méandre du Doubs à Biaufond.
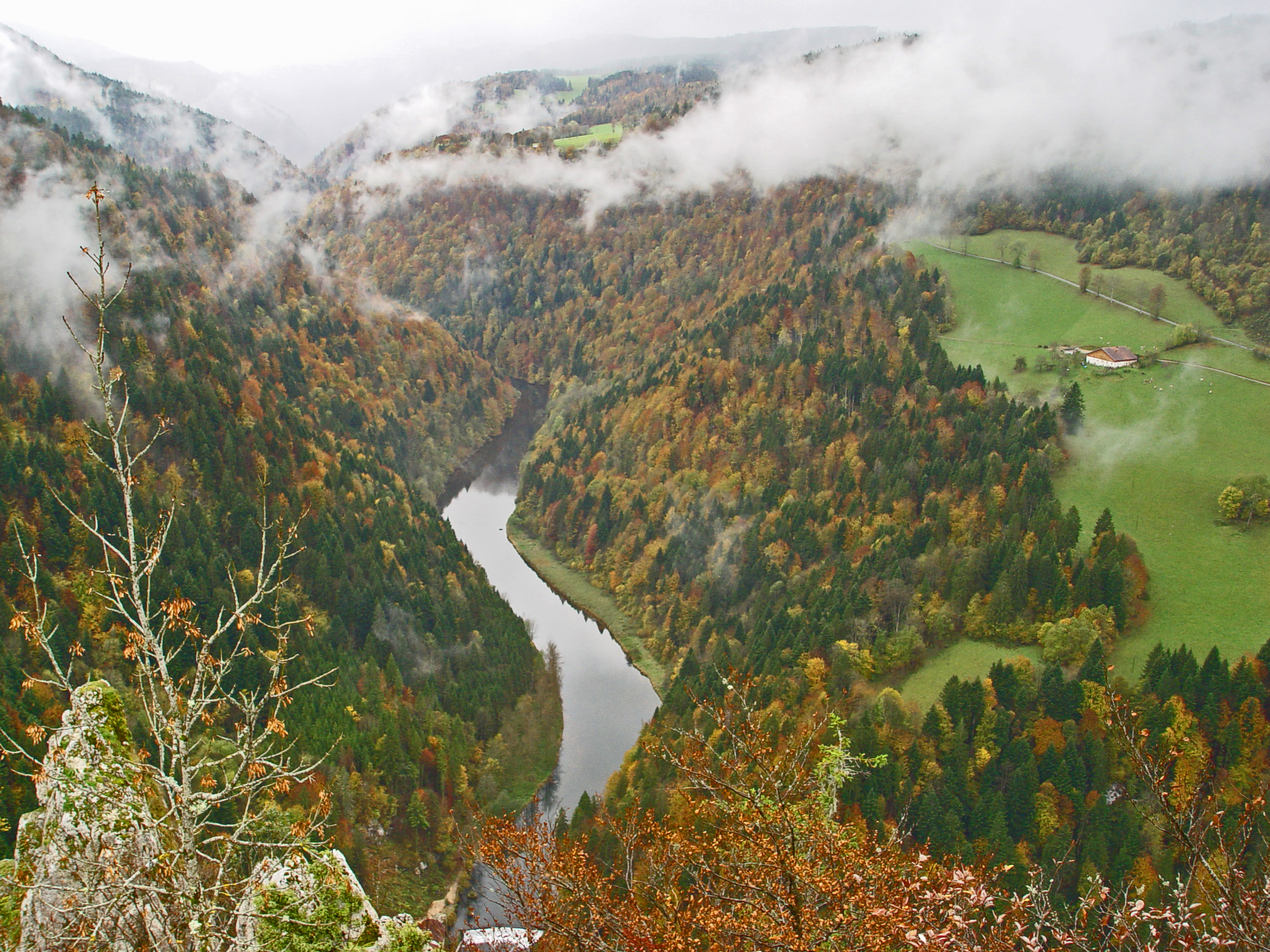
Le Doubs vers Goumois.
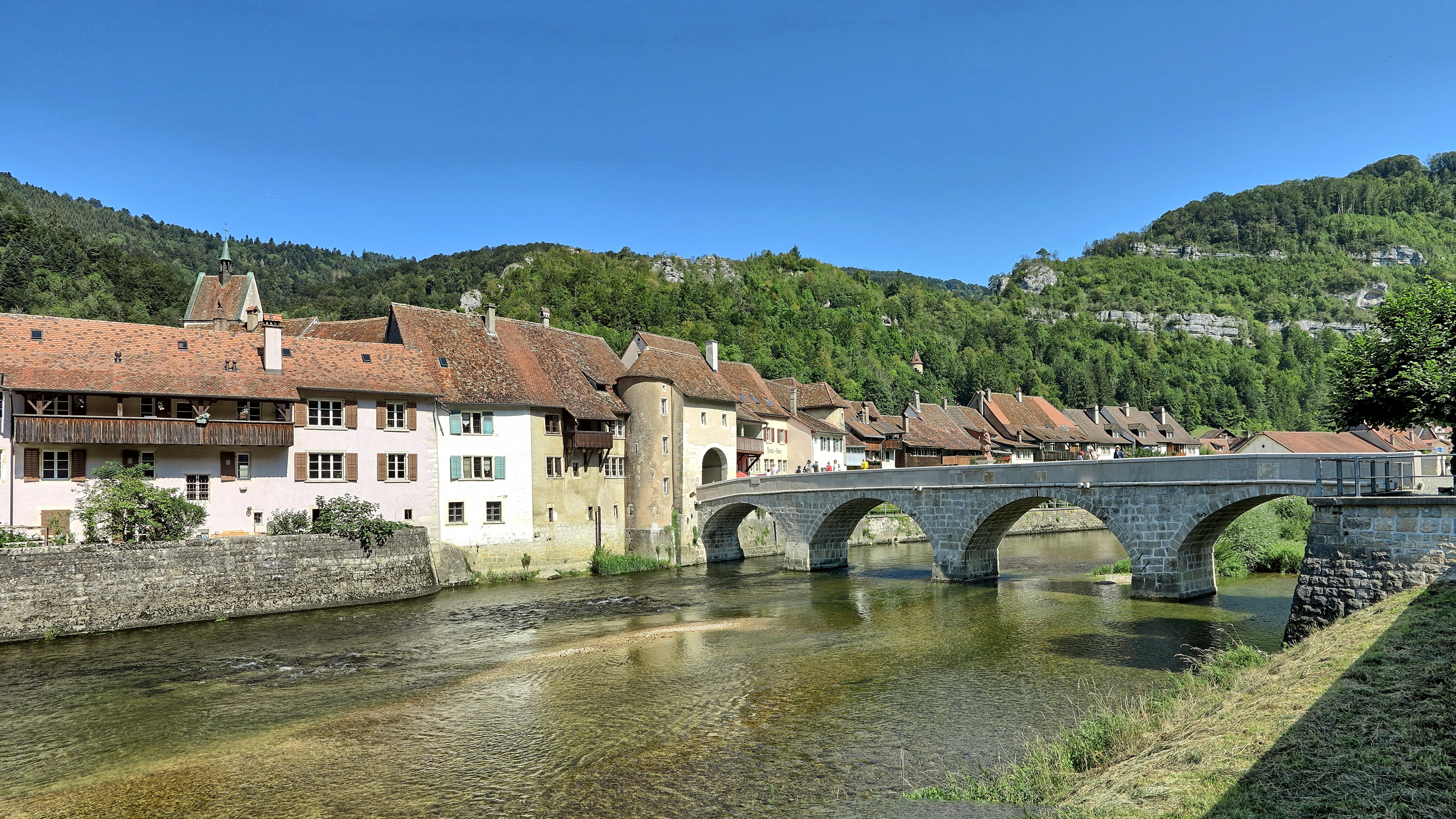
Le Doubs à Saint-Ursanne.

### La moyenne vallée du Doubs
Après son passage à deux kilomètres au sud de Montbéliard, le Doubs reçoit à Voujeaucourt son deuxième affluent le plus important, l'Allan, et s'oriente définitivement vers le sud-ouest, en longeant les premiers contreforts du massif du Jura. Son altitude passe alors sous la barre des 300 m avant de s'engouffrer une fois de plus, par la cluse de Clerval qui coupe la Chaîne d'Armont, dans une vallée encaissée de plusieurs centaines de mètres bordée par les deux chaînons boisés du Faisceau bisontin dont les méandres anciens ou actuels, font ressortir les formes structurales tantôt en mettant au jour les surfaces calcaires, tantôt en les tranchant en cluses (ex : cluse fossile de la Malcombe et cluses actives de Rivotte et de Tarragnoz à Besançon, double cluse d'Avanne-Aveney, de Thoraise) ou demi-cluses (ex : demi-cluse de Souvance à Laissey). Le Doubs atteint la plus grande ville établie sur son cours, Besançon, où il forme un méandre parfaitement dessiné dénommé la Boucle. Il quitte finalement les formes jurassiennes au niveau de la localité d'Osselle.

La Moyenne Vallée du Doubs
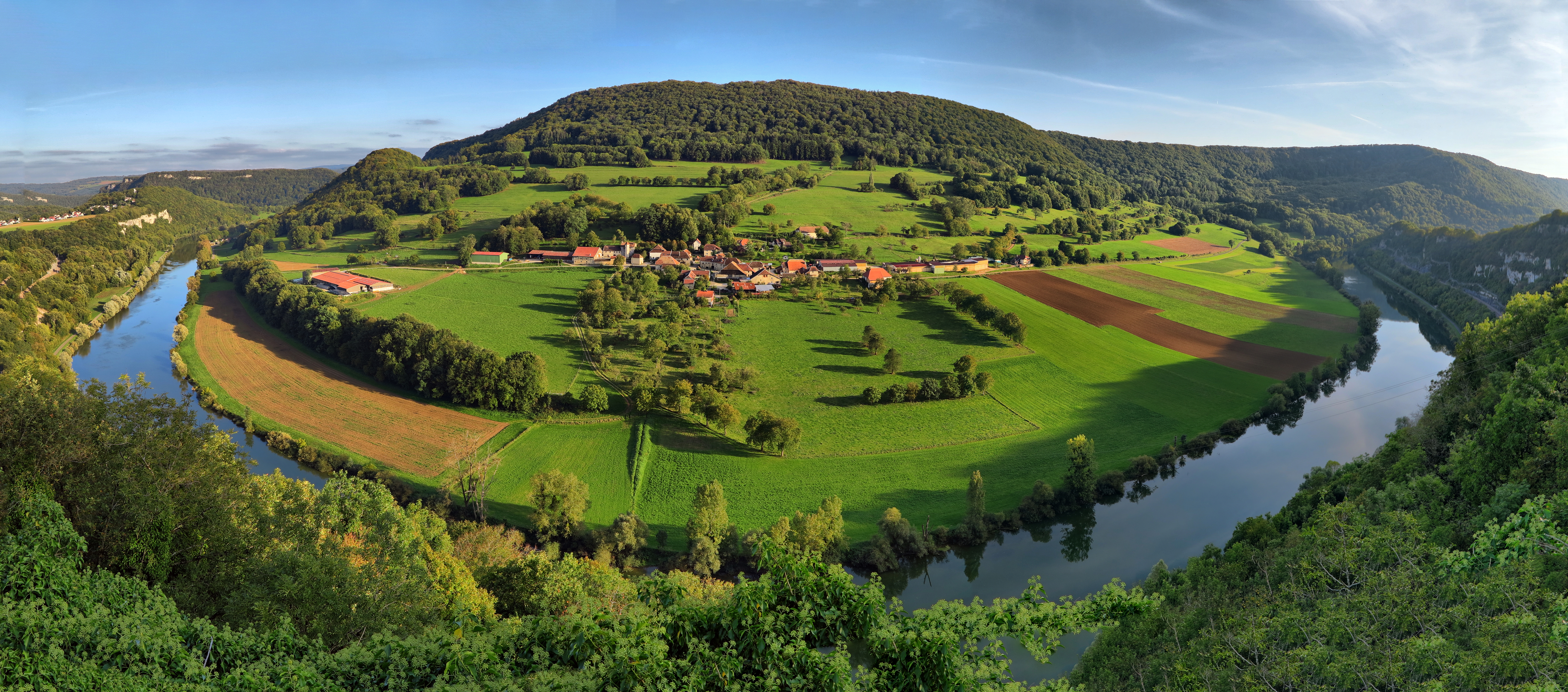
Boucle du Doubs à Esnans.
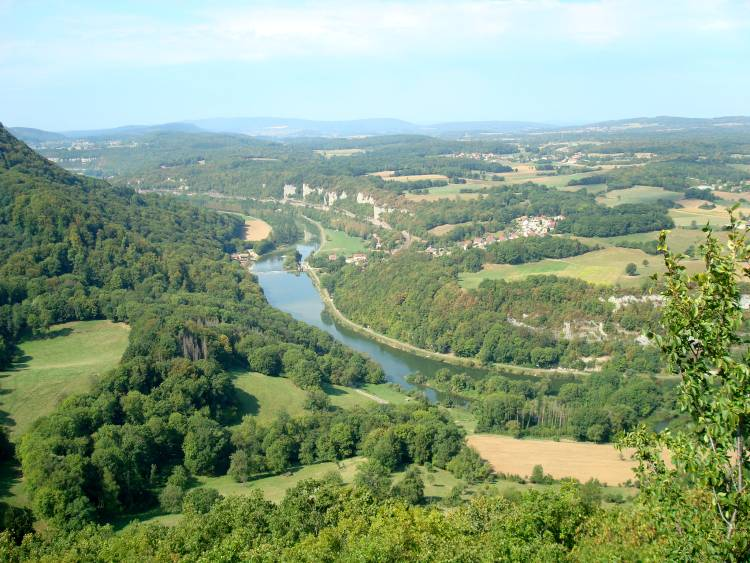
Vue sur la moyenne vallée du Doubs depuis le Mont Dommage.
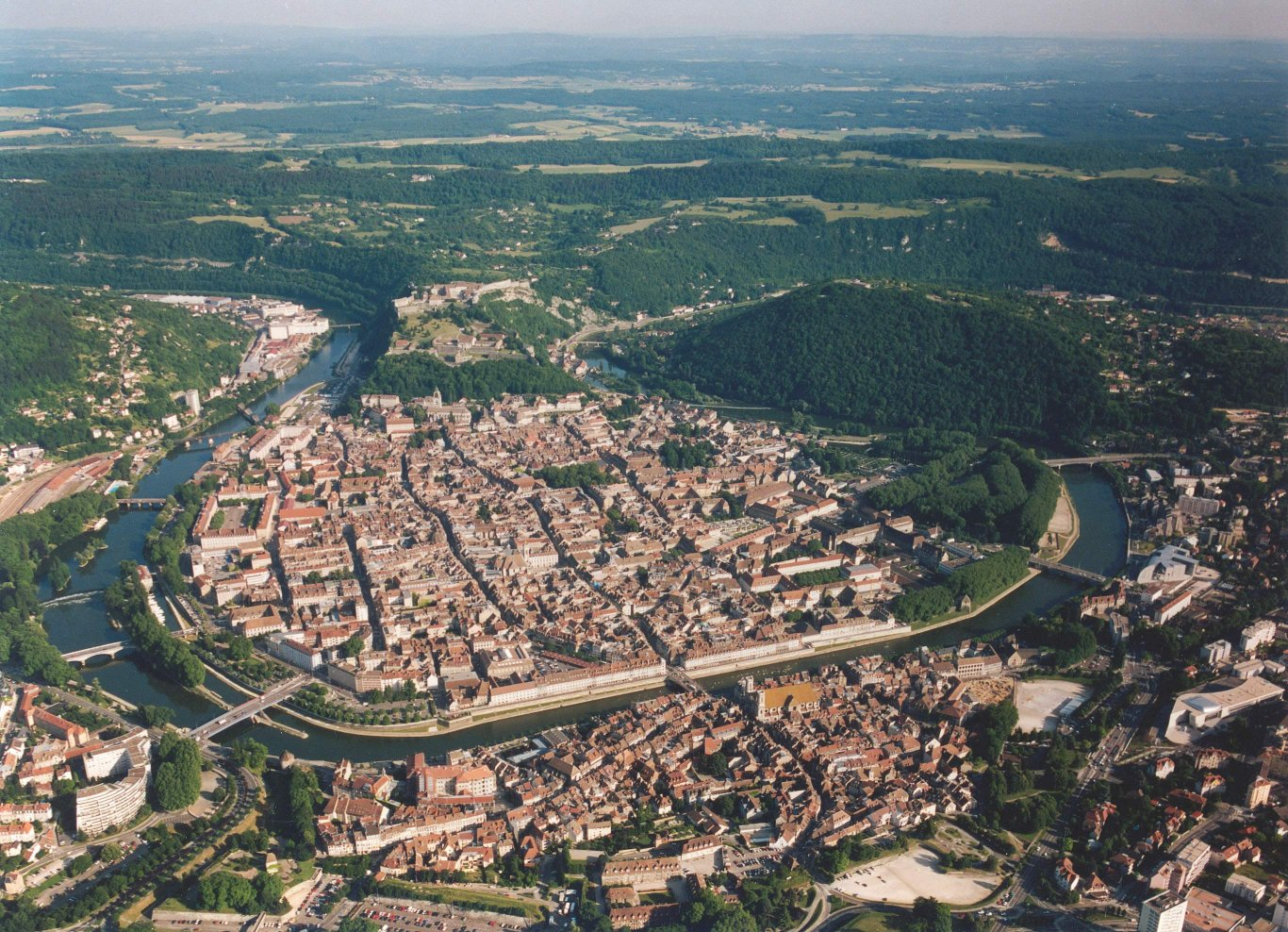
La boucle du Doubs à Besançon.
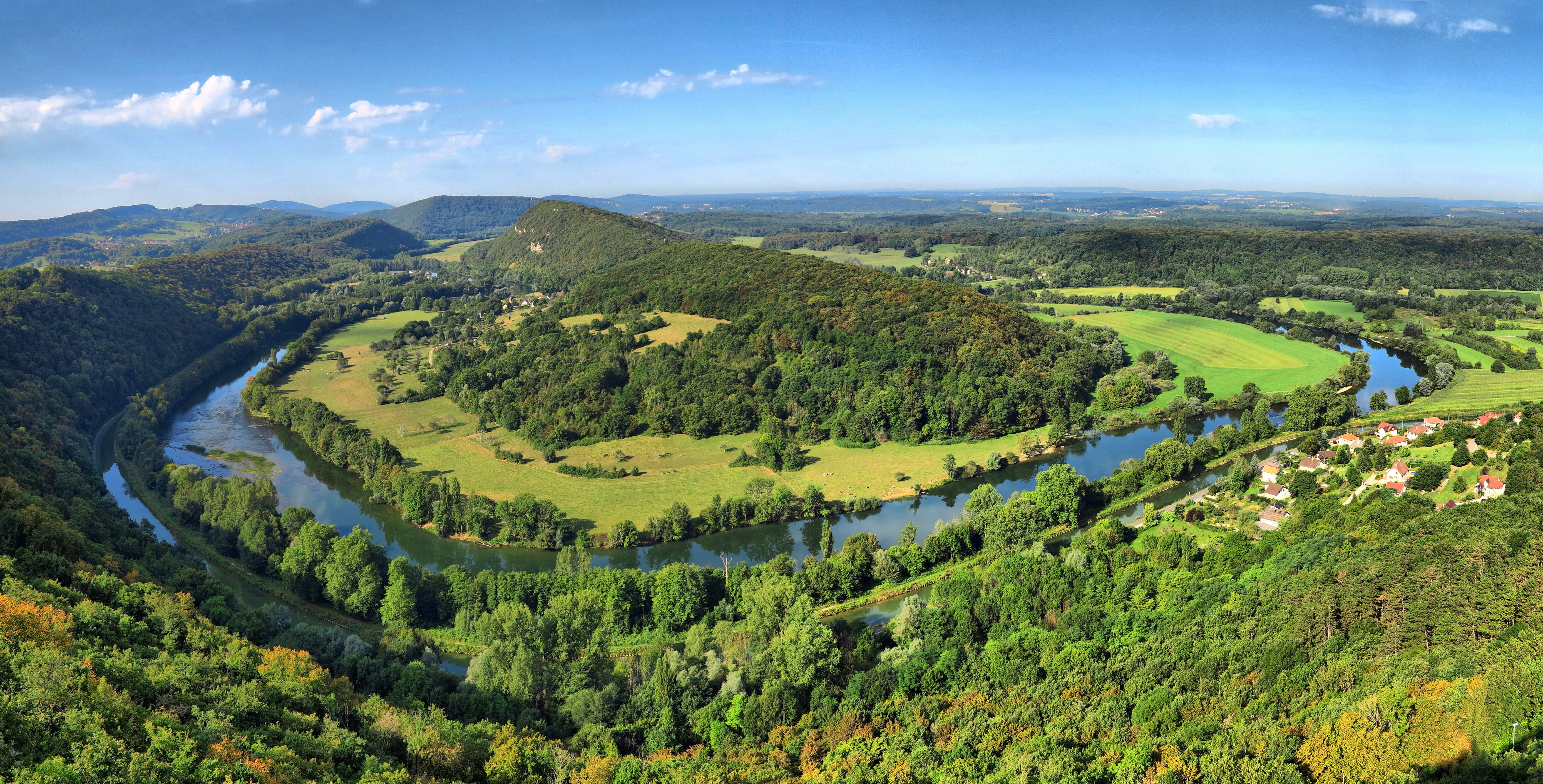
Le Doubs à Rancenay.
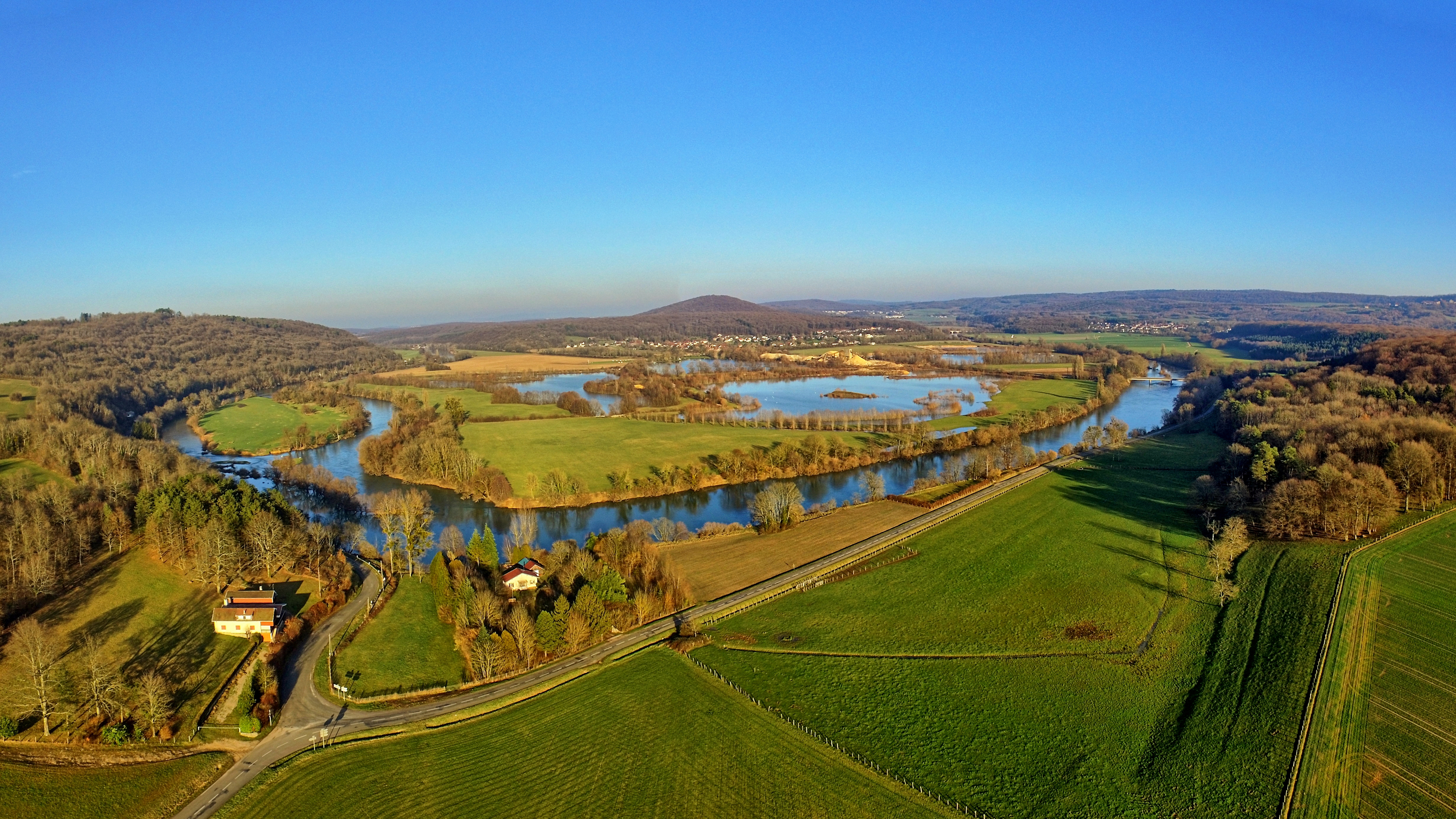
Boucle du Doubs à Osselle.

### La Basse Vallée du Doubs
Le Doubs arrive dans le département du Jura où ses eaux serpentent alors dans une plaine alluviale peu profonde insérée entre la forêt de Chaux au sud et le bas plateau de la forêt d'Arne au nord. Après avoir traversé Dole, point à partir duquel il passe en dessous d'une altitude de 200 m, il entame la dernière partie de son parcours en divaguant dans la plaine de la Saône par une succession de méandres et de bras-morts jusqu'à son confluent. Il reçoit la Loue, son principal affluent, puis l'Orain. Il se jette dans la Saône à Verdun-sur-le-Doubs (Saône-et-Loire) : au confluent, le Doubs a un débit moyen (173 m3/s à la station de Neublans-Abergement) plus important que celui la Saône (160 m3/s à Lechâtelet).

La Basse Vallée du Doubs
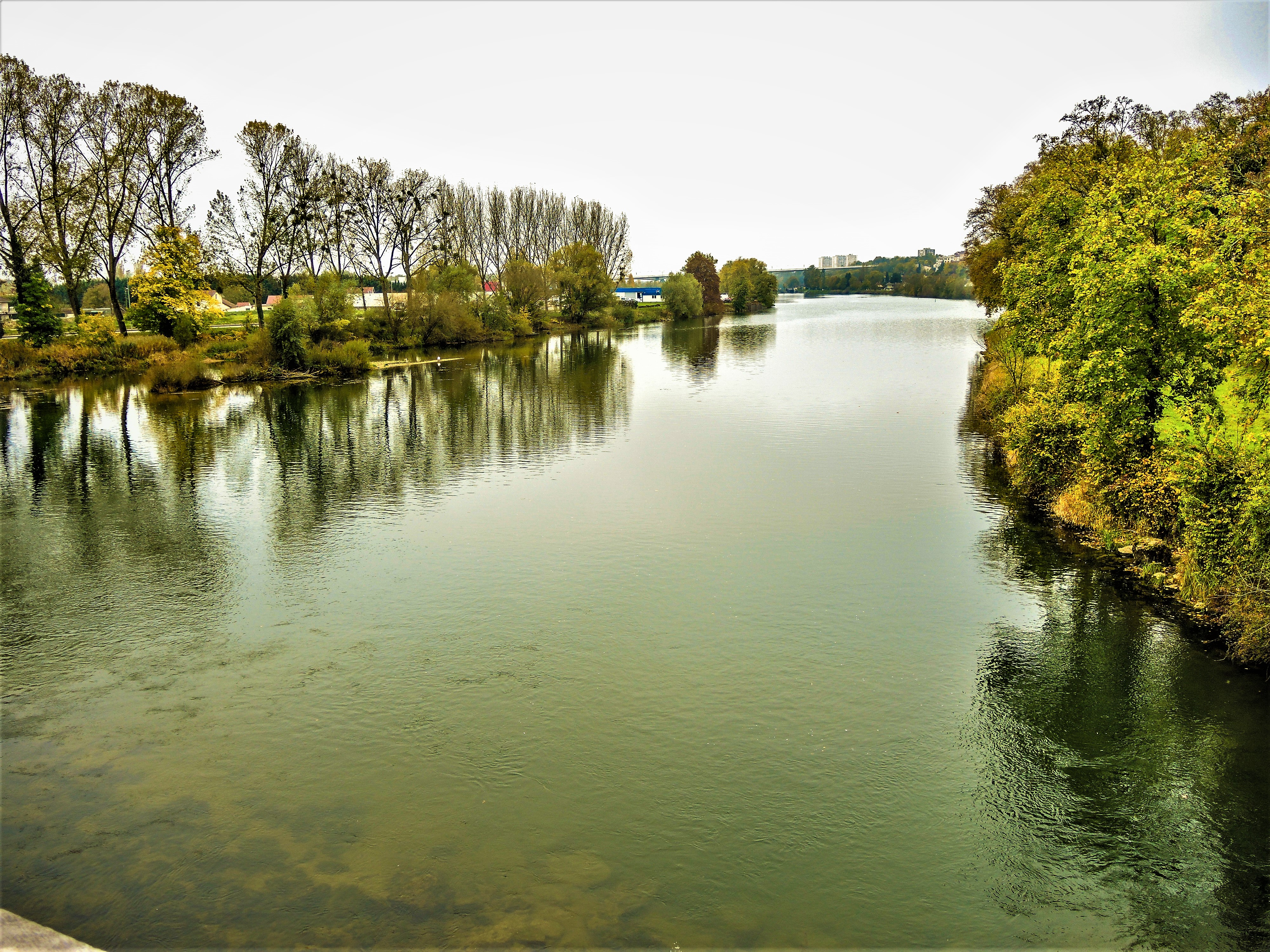
Le Doubs en aval de Dole.
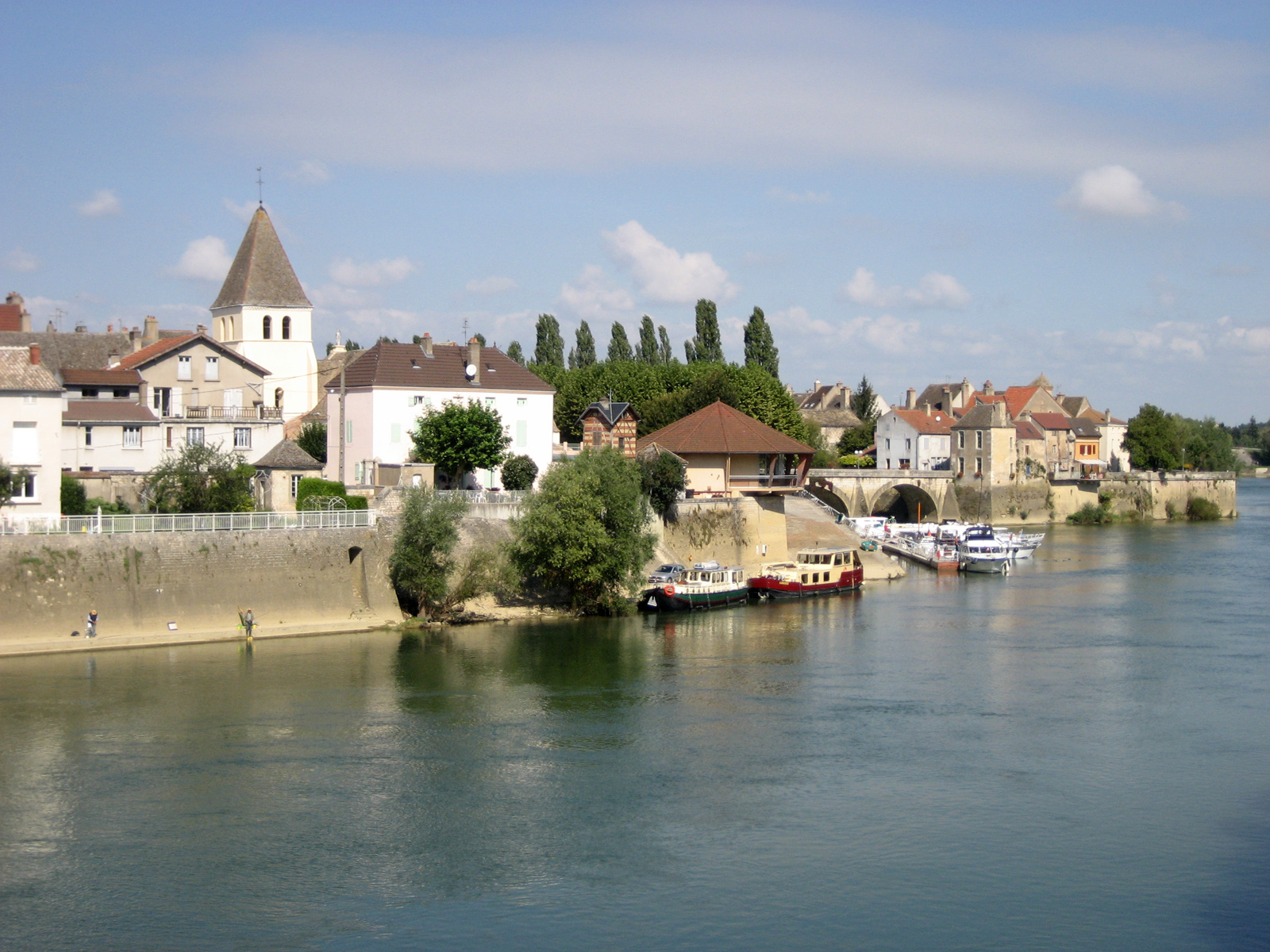
Verdun-sur-le-Doubs
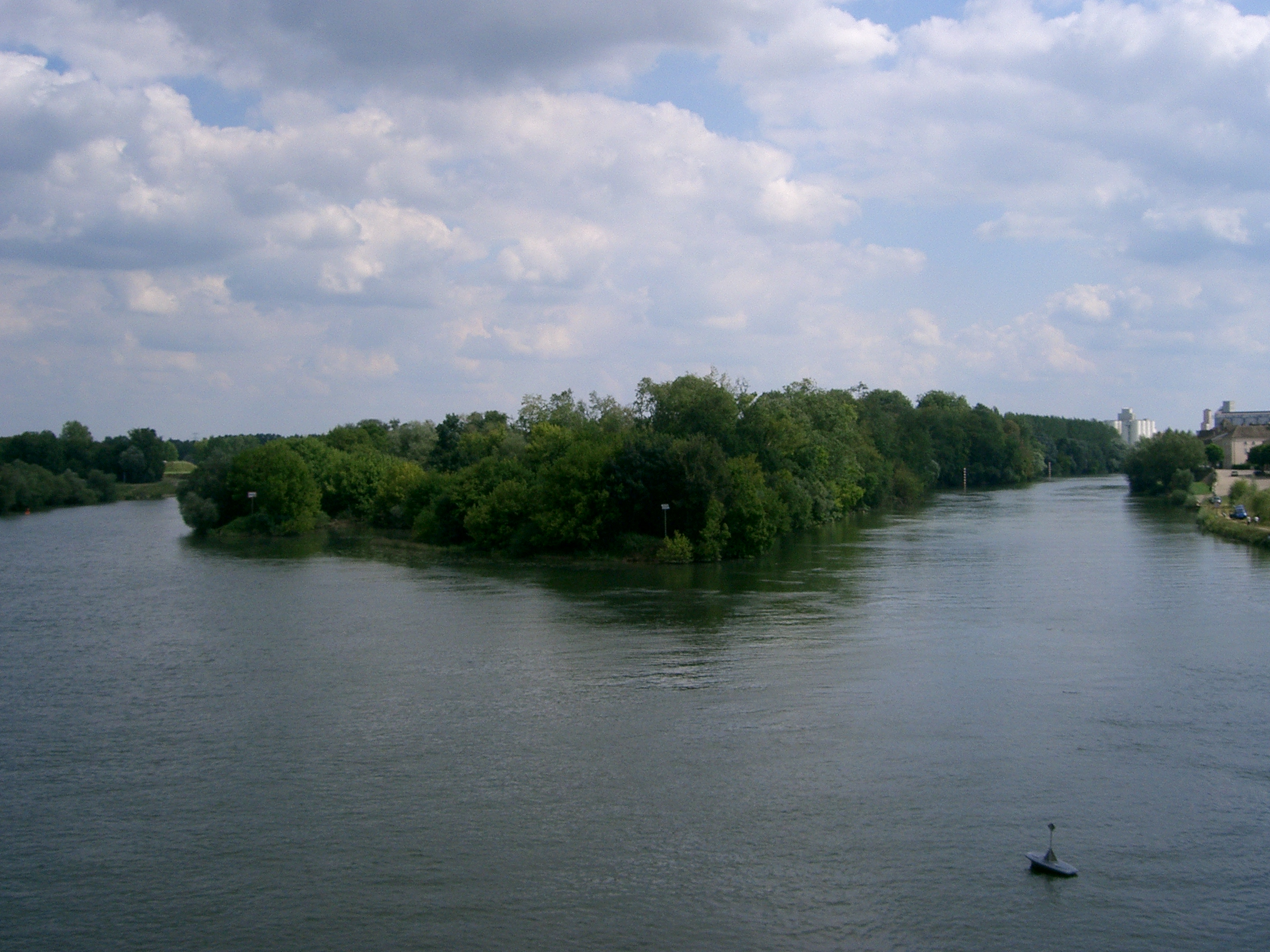
Le confluent du Doubs et de la Saône.

### Principaux affluents
Le tableau suivant récapitule les principaux affluents du Doubs, d'amont en aval, dont la longueur dépasse dix kilomètres:
| Affluent               | Affluent      | Affluent     | Affluent     | Situation du confluent | Situation du confluent | Situation du confluent | Situation du confluent             | Situation du confluent      | Doubs               | Doubs        | Doubs        |
| Nom                    | Longueur (km) | Bassin (km2) | Débit (m3/s) | Longueur à l'aval (km) | Altitude (m)           | Rive                   | Commune (Département)              | Coordonnées                 | Longueur amont (km) | Bassin (km2) | Débit (m3/s) |
| ---------------------- | ------------- | ------------ | ------------ | ---------------------- | ---------------------- | ---------------------- | ---------------------------------- | --------------------------- | ------------------- | ------------ | ------------ |
| La Taverne             | 10            |              |              | 432                    | 850                    | Gauche                 | Labergement-Sainte-Marie (Doubs)   | 46° 46′ 52″ N, 6° 16′ 17″ E | 21                  |              |              |
| Le Ruisseau des Lavaux | 12            | 409          |              | 414                    | 821                    | Droite                 | Pontarlier (Doubs)                 | 46° 54′ 19″ N, 6° 21′ 28″ E | 39                  |              |              |
| Le Drugeon             | 39,1          | 220          | 3,1          | 408                    | 805                    | Gauche                 | Arçon (Doubs)                      | 46° 56′ 43″ N, 6° 21′ 40″ E | 45                  |              |              |
| La Rançonnière         | 10,3          | 1 165        |              | 368                    | 752                    | Droite                 | Villers-le-Lac (Doubs)             | 47° 04′ 00″ N, 6° 41′ 29″ E | 85                  |              |              |
| Le Dessoubre           | 33,3          | 515          | 13,6         | 268                    | 370                    | Gauche                 | Saint-Hippolyte (Doubs)            | 47° 19′ 08″ N, 6° 48′ 40″ E | 185                 |              |              |
| La Barbèche            | 14,1          | 2 338        |              | 261                    | 354                    | Gauche                 | Dampjoux (Doubs)                   | 47° 20′ 49″ N, 6° 45′ 27″ E | 192                 |              |              |
| Le Gland               | 13,5          | 2 338        |              | 240                    | 325                    | Droite                 | Audincourt (Doubs)                 | 47° 28′ 18″ N, 6° 50′ 17″ E | 213                 |              |              |
| L'Allan                | 59,6          | 248          |              | 231                    | 310                    | Droite                 | Voujeaucourt (Doubs)               | 47° 28′ 42″ N, 6° 45′ 34″ E | 222                 |              |              |
| Le Cusancin            | 12,6          | 299          |              | 177                    | 265                    | Gauche                 | Baume-les-Dames (Doubs)            | 47° 20′ 30″ N, 6° 22′ 20″ E | 276                 |              |              |
| La Morte               | 11,2          | 4 814        |              | 84                     |                        | Gauche                 | Orchamps (Jura)                    | 47° 08′ 16″ N, 5° 40′ 03″ E | 369                 |              |              |
| L'Arne                 | 15            |              |              | 78                     | 206                    | Droit                  | Audelange (Jura)                   | 47° 08′ 25″ N, 5° 36′ 18″ E | 375                 |              |              |
| La Clauge              | 35,3          | 5 183        |              | 54                     | 192                    | Gauche                 | Gevry (Jura)                       | 47° 01′ 10″ N, 5° 26′ 50″ E | 399                 |              |              |
| La Loue                | 122,2         | 1 733        | 59,2         | 53                     | 191                    | Gauche                 | Parcey (Jura)                      | 47° 00′ 46″ N, 5° 26′ 52″ E | 400                 |              |              |
| L'Orain                | 39            | 215          | 2,86         | 41                     | 184                    | Gauche                 | Longwy-sur-le-Doubs (Jura)         | 46° 57′ 26″ N, 5° 23′ 01″ E | 412                 |              |              |
| La Sablonne            | 27,3          | 7 301        |              | 26                     | 178                    | Droite                 | Lays-sur-le-Doubs (Saône-et-Loire) | 46° 55′ 49″ N, 5° 14′ 55″ E | 427                 |              |              |
| La Guyotte             | 41,1          | 7 606        | 6,54         | 13                     | 176                    | Gauche                 | Navilly (Saône-et-Loire)           | 46° 56′ 25″ N, 5° 08′ 27″ E | 440                 |              |              |

Liste des affluents plus petits qui font l'objet d'un article, d'amont vers l'aval, avec (longueur) : le Cébriot (8,46 km), le Bief Rouge (7,33 km), la Source Bleue (1,18 km), le ruisseau de Fontaine Ronde (6,3 km), la Ranceuse (8,08 km), les sources d'Arcier (0,74 km), le ruisseau de Fontaine-Argent (2,3 km), le ruisseau de la Mouillère (350 m) .

### Principaux lacs
Le tableau suivant récapitule les principaux lacs sur le Doubs:
| Nom                | Surface [km2] |
| ------------------ | ------------- |
| Lac de Saint-Point | 5,2           |
| Lac des Brenets    | 0.8           |
| Lac de Moron       | 0.7           |
| Lac de Biaufond    | 0.5           |

### Principales villes traversées
Le Doubs arrose deux agglomérations de plus de 100 000 habitants, situées toutes les deux dans le département du Doubs, celles de Besançon (environ 140 000 habitants) et Montbéliard (113 000 habitants). Dans cette dernière, la ville de Montbéliard à proprement parler n'est pas traversée par la rivière mais plusieurs villes de sa banlieue le sont : Mandeure (5 000 habitants), Valentigney (11 000 habitants), Audincourt (14 000 habitants), Voujeaucourt (3 000 habitants) et Bavans (4 000 habitants).
La troisième agglomération la plus peuplée que traverse le Doubs est celle de Dole (30 000 habitants), sous-préfecture du département du Jura, suivie de celle Pontarlier (23 000 habitants), sous-préfecture du département du Doubs.
Les autres villes notables établies sur son cours sont toutes situées dans le département du Doubs : Morteau (10 000 habitants), Villers-le-Lac (5 000 habitants), Pont-de-Roide (5 000 habitants), L'Isle-sur-le-Doubs (3 000 habitants), Baume-les-Dames (5 000 habitants) et Saint-Vit (5 000 habitants).

Villes arrosées par le Doubs
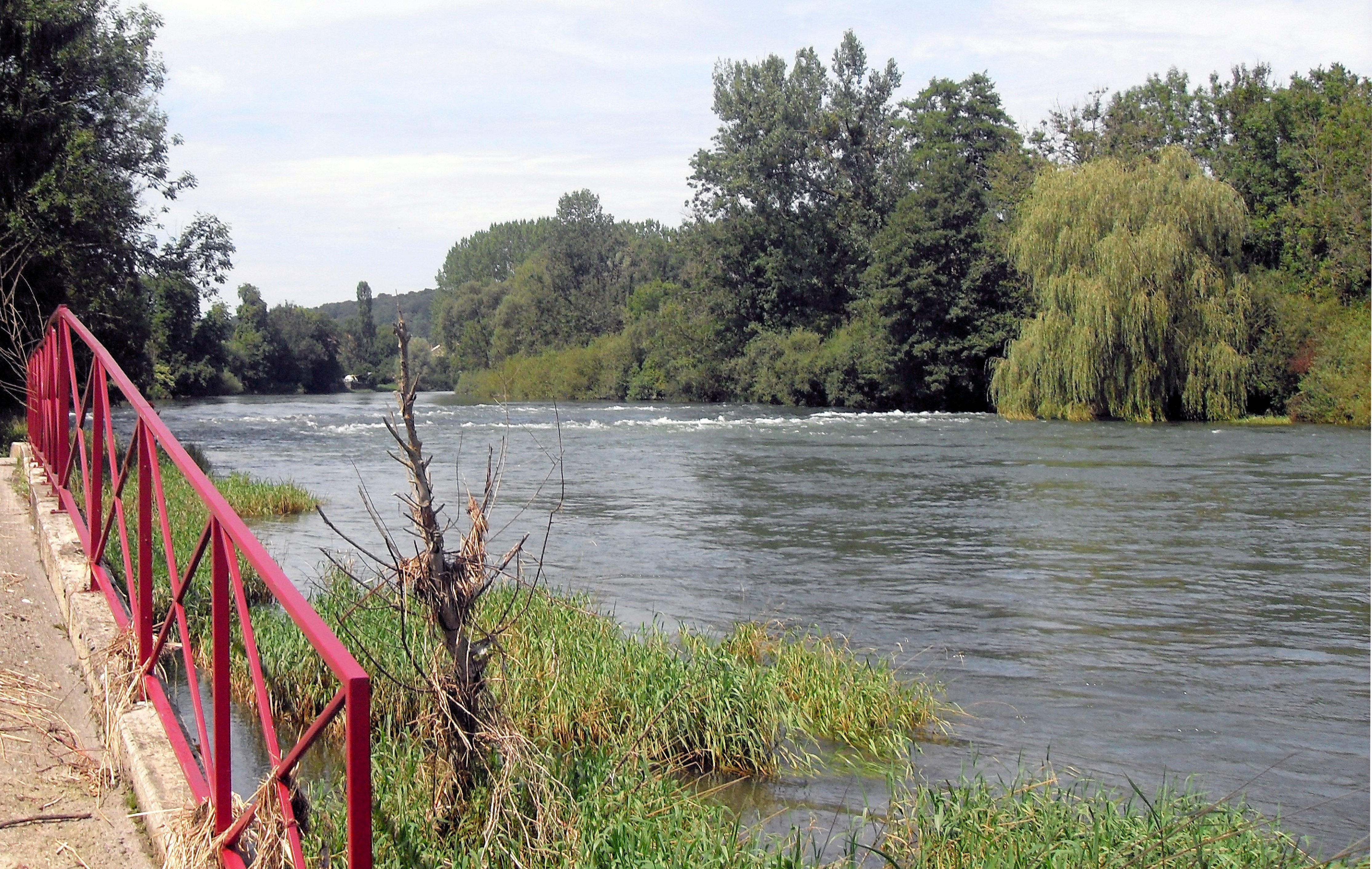
Mandeure.
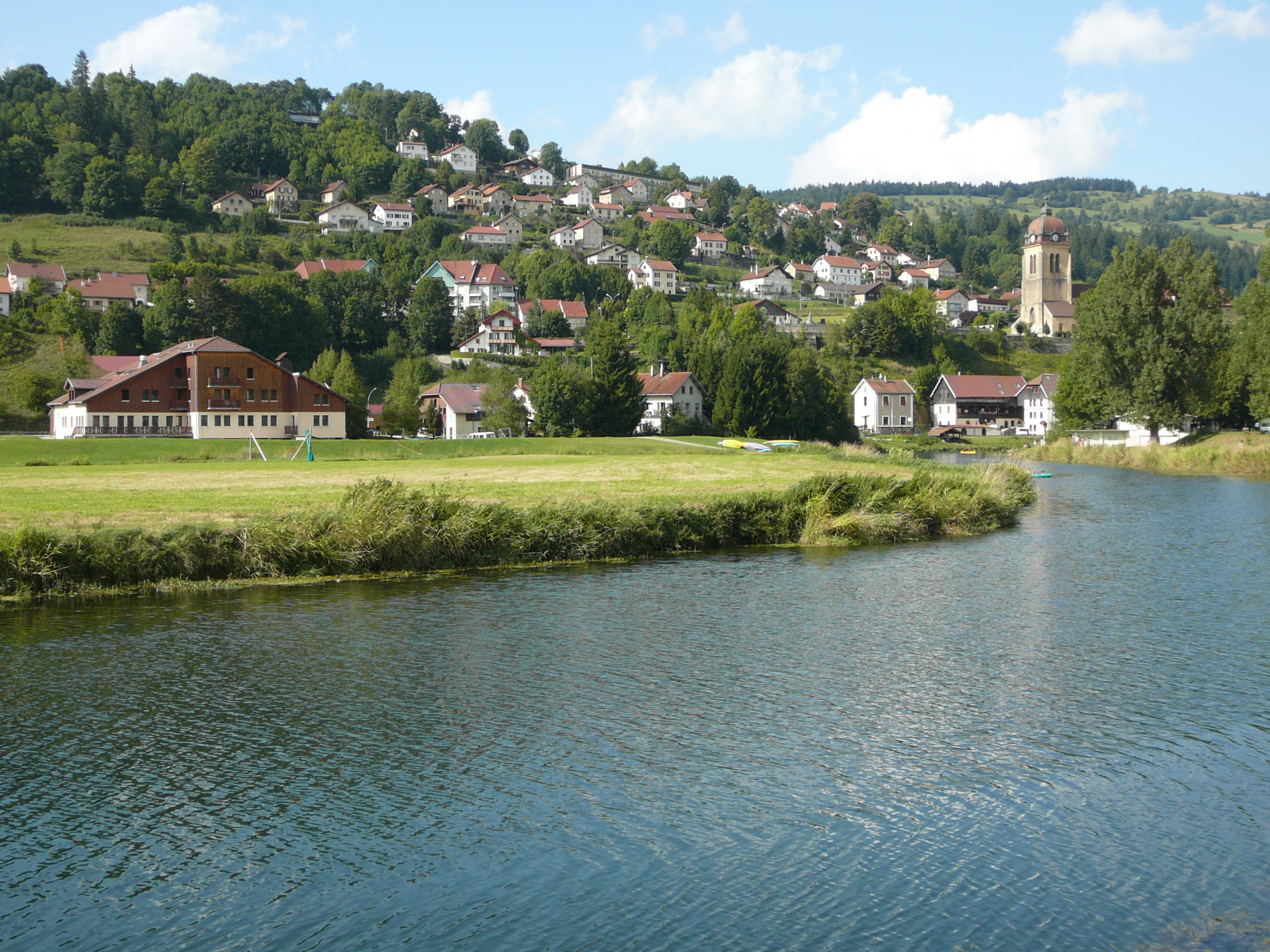
Morteau.
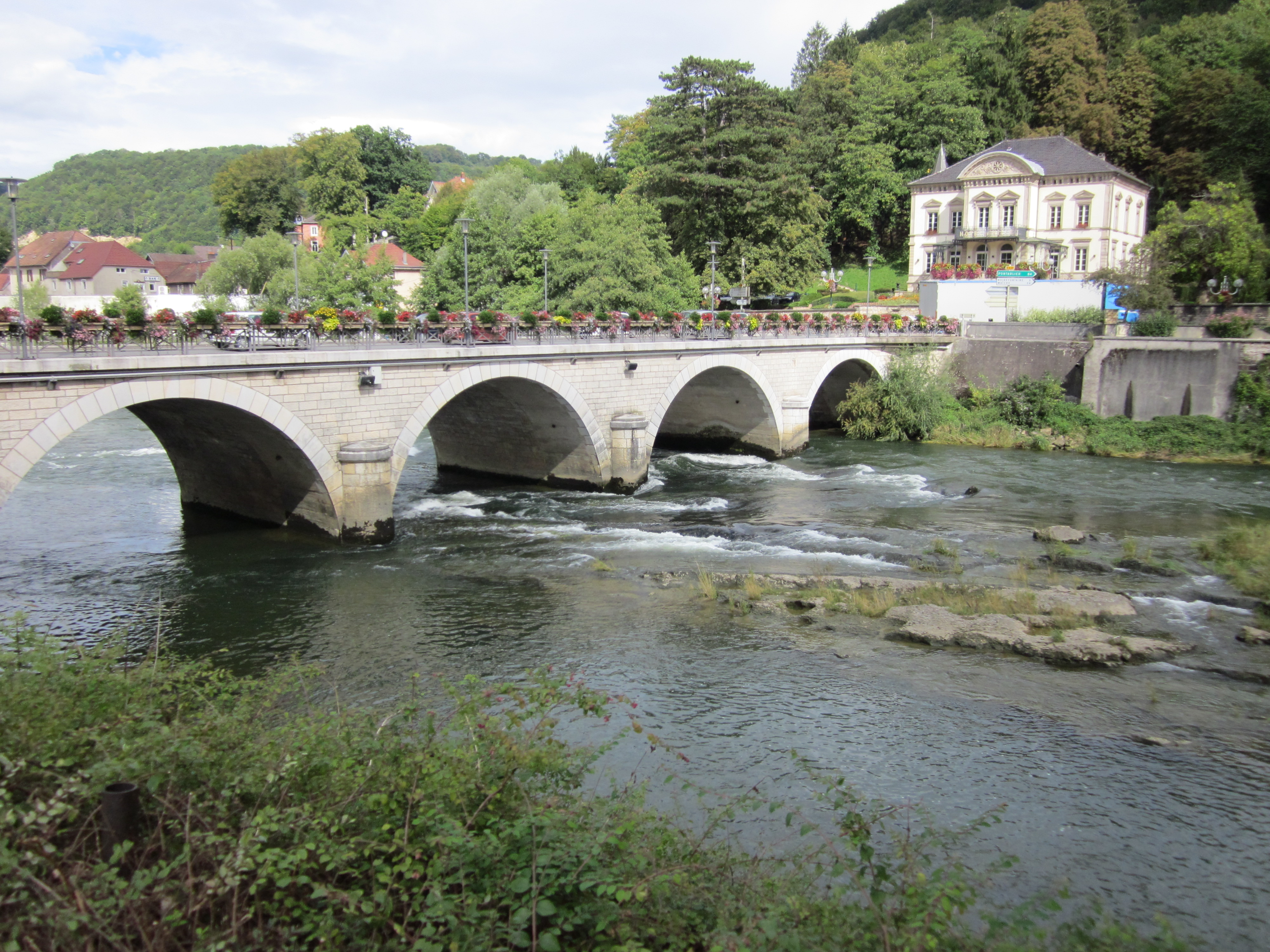
Pont-de-Roide.
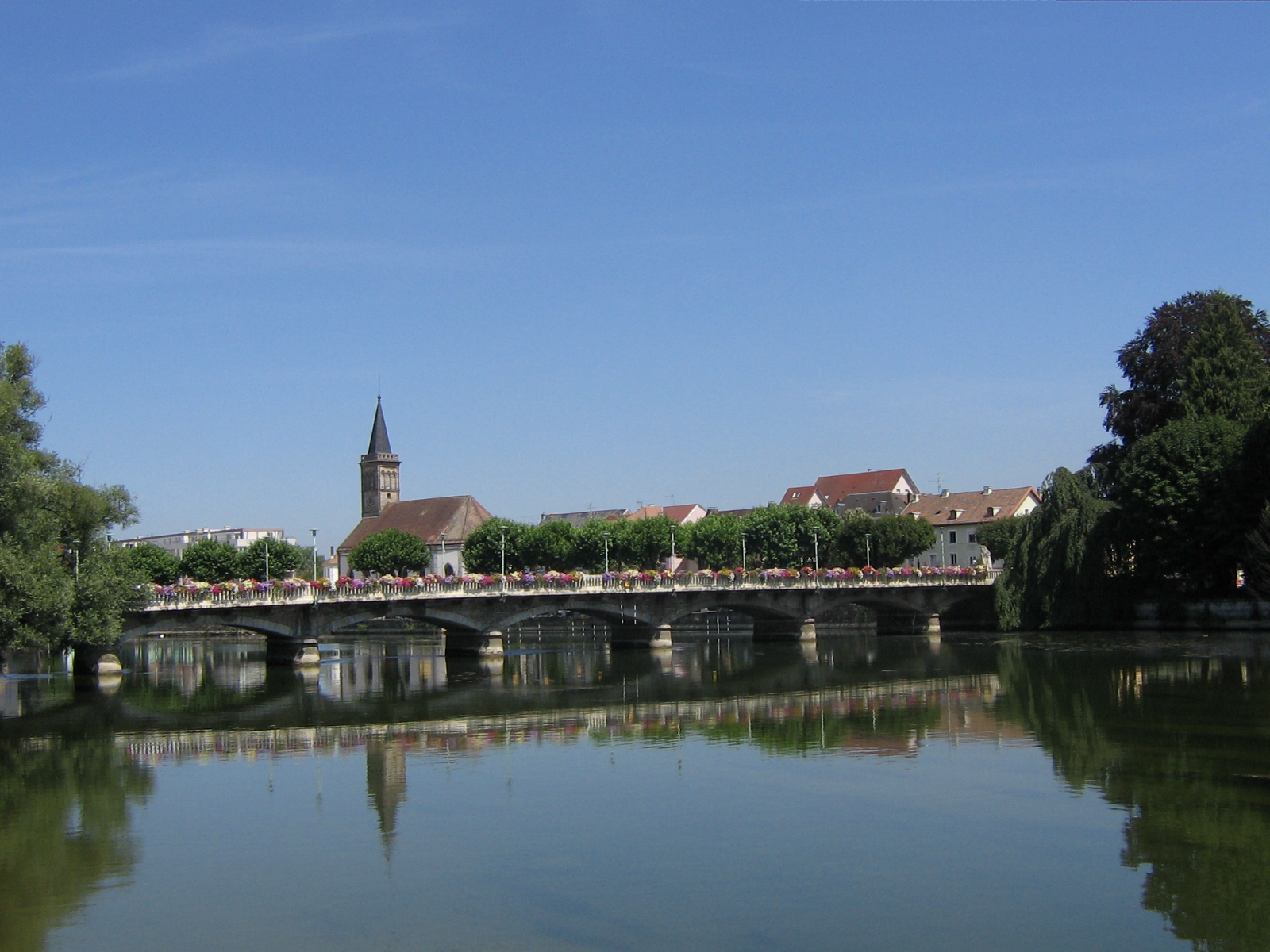
Valentigney / Audincourt.
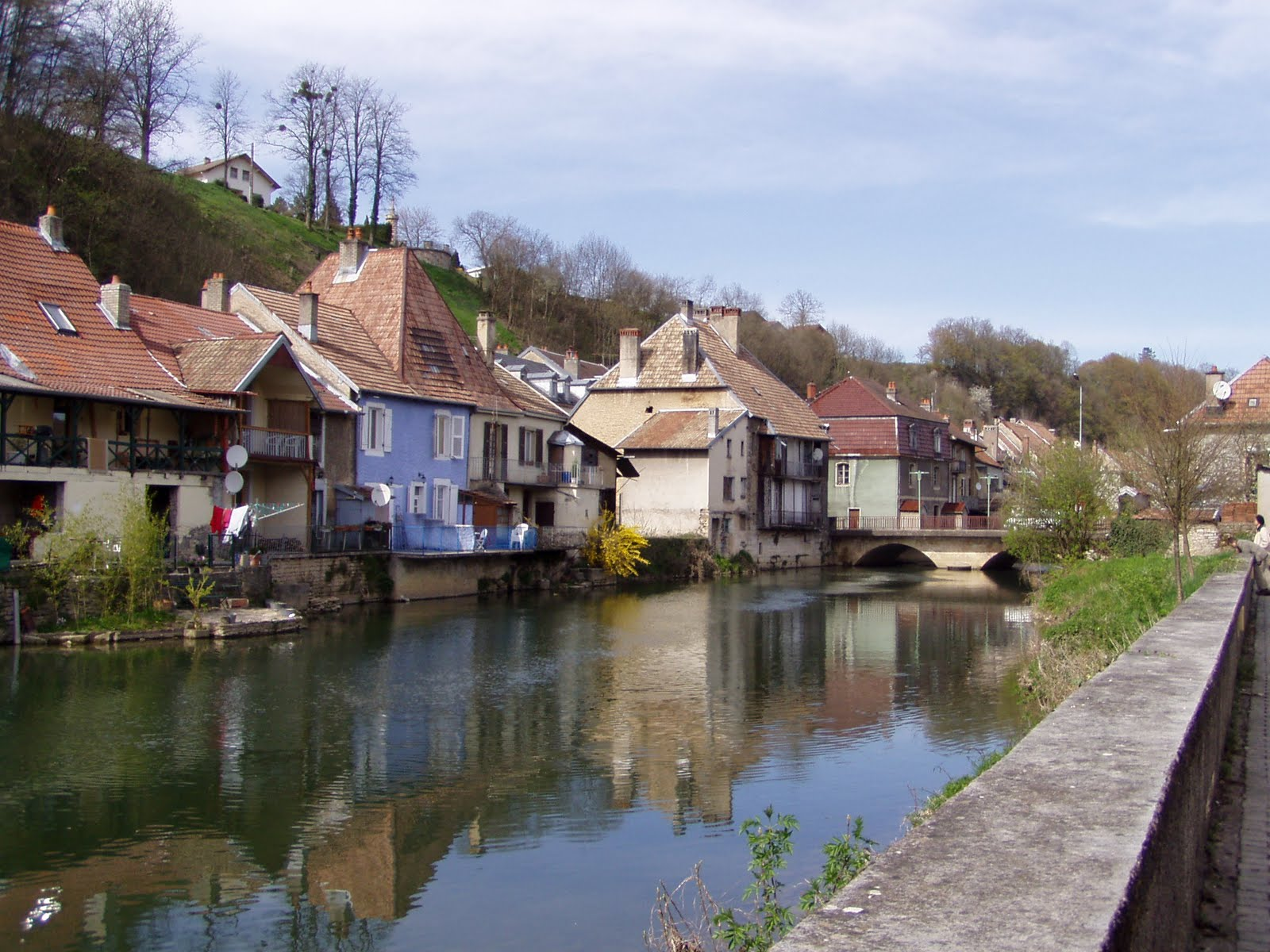
L'Isle-sur-le-Doubs.
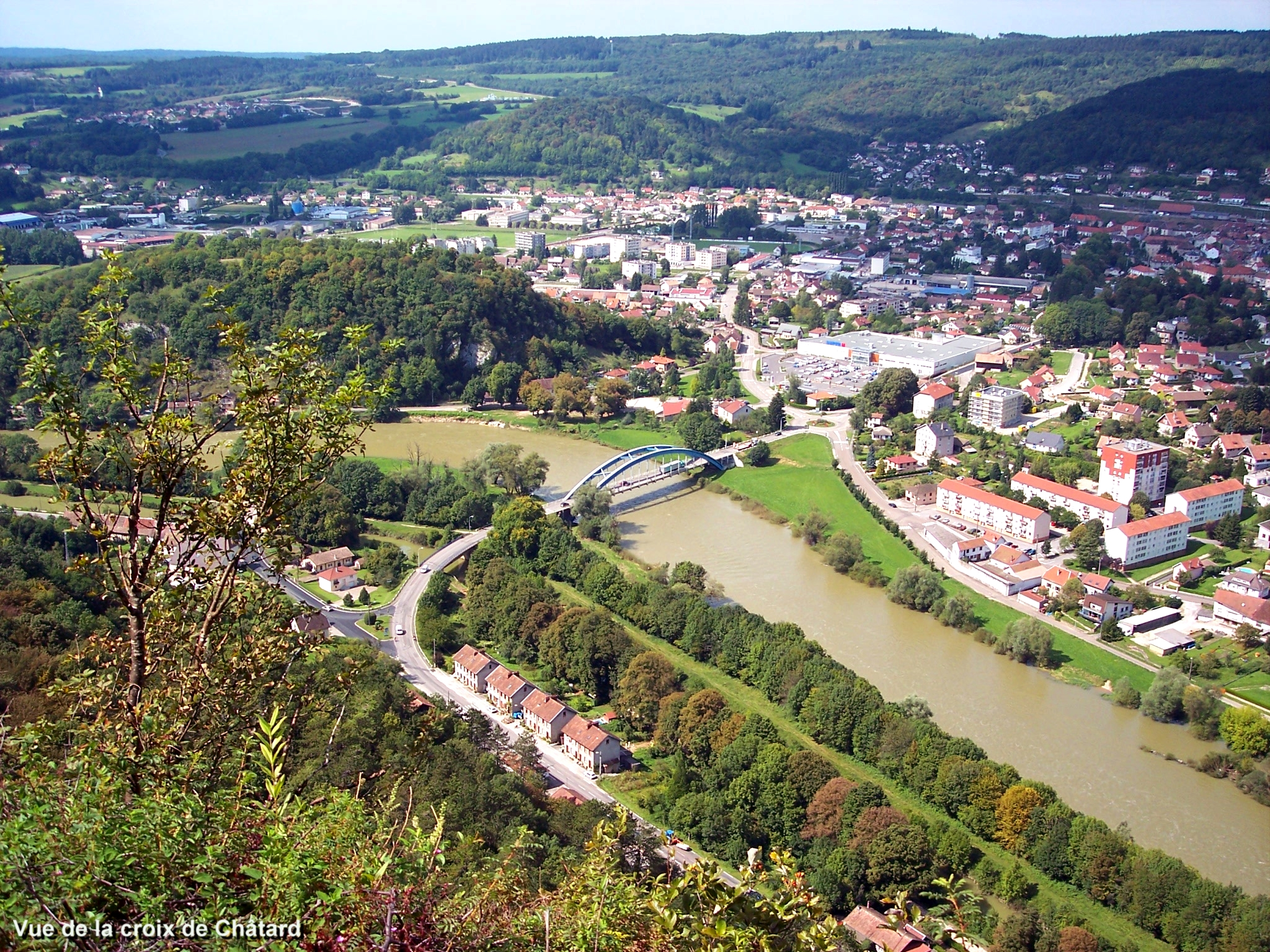
Baume-les-Dames.
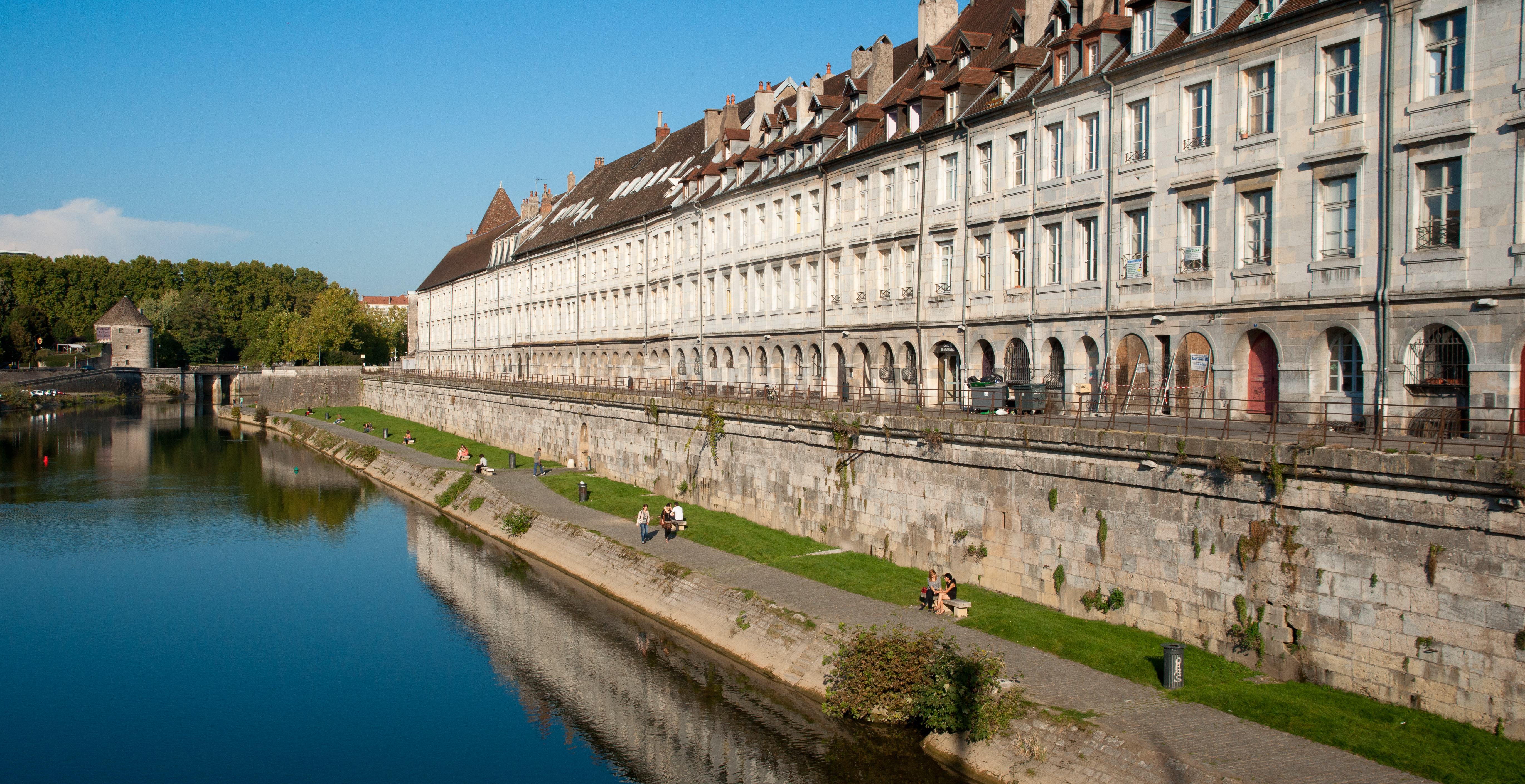
Besançon.
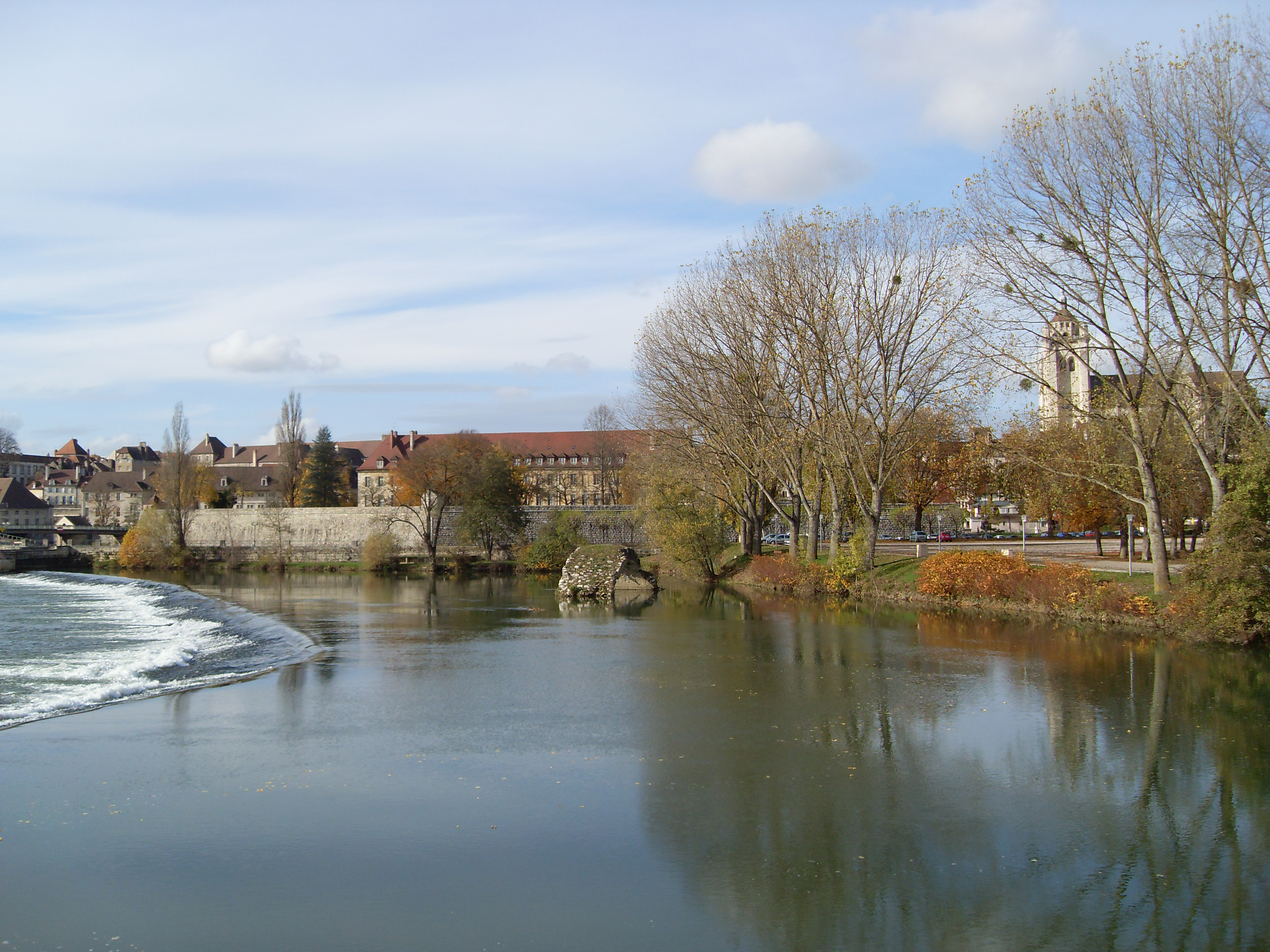
Dole.

## Hydrologie
Le débit est très irrégulier avec un régime pluvial à pluvio-nival. Les étiages sont sévères en période estivale et la période des crues est très large, s'étalant historiquement de septembre à fin mai. En effet, les crues ont deux origines : soit des pluies longues qui saturent les sols, soit des pluies liées à un redoux et qui participent à la fonte du manteau neigeux.
- À la confluence avec la Saône, le débit varie de moins de 20 m3/s en très basses eaux à plus de 1 000 m3/s en crue, avec un débit moyen de 176 m3/s. Près de 1 800 m3/s ont été mesurés lors de la crue de fin mai 1983.
- À Besançon, le bassin versant est de 4 400 km2 et le débit maximum observé depuis 1956 est de 1 430 m3/s le 16 février 1990. Les crues historiques à Besançon datent du 10 mars 1896 (7,96 m à l'échelle de crue du pont de la République) et du 18 septembre 1852 (8,50 m).
- À Mathay, avant la confluence avec l'Allan qui passe à Montbéliard, le bassin versant est de 2 200 km2 et le débit moyen de 53 m3/s, pour un maximum de plus de 700 m3/s en février 1990. Le débit d'étiage est d'environ 8 m3/s.

Les crues historiques récentes sont celles de janvier 1955, mai 1983, février 1990, décembre 1995, février 1999, mars 2001, novembre 2002, mars 2006 et janvier 2018.
La plus forte crue du XXe siècle est celle de 1910.
Il apparait que le débit du Doubs est supérieur à celui de la Saône à leur confluence. La grande Saône est formée par l'union du Doubs et de la Saône à Verdun-sur-le-Doubs. Le Doubs y apporte un débit moyen interannuel de 175 m3/s et la Saône 160 m3/s.
En juin 2022, la sécheresse amène à l'assèchement total du Doubs qui ne coule plus dans le secteur de la République du Saugeais, entre Pontarlier et Morteau. Le Saut du Doubs est également asséché totalement.

### Les débits à Neublans-Abergement
Le Doubs est une rivière fort abondante, mais très irrégulière, comme presque tous les cours d'eau de l'est de la France. Son débit a été observé sur une période de 43 ans (1966-2007), à Neublans-Abergement, localité du département du Jura située à une trentaine de kilomètres de distance de son confluent avec la Saône . Le bassin versant de la rivière y est de 7 290 km2 (soit près de 95 % de sa totalité qui fait 7 710 km2).
Le module de la rivière à Neublans-Abergement est de 176 m3/s.
Le Doubs présente des fluctuations saisonnières de débit assez peu marquées et reste en général assez abondant toute l'année. Les hautes eaux se déroulent en hiver accompagnées d'une hausse du débit mensuel moyen dans une zone allant de 225 à 268 m3/s, de décembre à avril inclus (avec un maximum en février). Dès la fin du mois d'avril, le débit baisse progressivement jusqu'aux basses eaux d'été, qui ont lieu de début juillet à septembre, avec une baisse du débit moyen mensuel allant jusqu'à 64 m3/s, au mois d'août. Mais les fluctuations de débit sont bien plus prononcées sur de plus courtes périodes ou d'après les années.

### Étiage ou basses eaux
À l'étiage, le VCN3 peut chuter jusque 14 m3/s, en cas de période quinquennale sèche, ce qui est relativement sévère, mais correspond au régime des précipitations de la région.

### Crues
Les crues peuvent être très importantes compte tenu de la grande taille de son bassin versant. Les QIX 2 et QIX 5 valent respectivement 1 100 m3/s et 1 300 m3/s. Le QIX 10 est de 1 500 m3/s, le QIX 20 de 1 600 m3/s, tandis que le QIX 50 se monte à pas moins de 1 800 m3/s.
Pour se faire une idée de l'importance de ces débits, on peut les comparer à ceux du grand affluent de la Seine de l'ouest de Paris, la Marne (en fin de parcours, à Gournay-sur-Marne dans l'agglomération parisienne), qui roule en moyenne 110 m3/s sur un territoire de 12 920 km2. Le QIX 10 de la Marne en fin de parcours vaut 510 m3/s (contre 1 500 m3/s pour le Doubs) et son QIX 20 se monte à 570 m3/s (contre 1 600 m3/s pour le Doubs). Ainsi, malgré un bassin plus ou moins deux fois moins étendu, le volume des crues du Doubs vaut près du triple du volume de celles de la Marne à Paris.
Le débit instantané maximal enregistré à Neublans-Abergement durant cette période de 42 ans, a été de 1 760 m3/s le 28 mai 1983, tandis que la valeur journalière maximale était de 1 760 m3/s le même jour. En comparant la première de ces valeurs à l'échelle des QIX de la rivière, il apparaît clairement que cette crue était d'ordre quasi cinquantennal, et donc destinée à se reproduire peu fréquemment.

### Lame d'eau et débit spécifique
Le Doubs est une rivière fort abondante, puissamment alimentée par les fortes précipitations de son aire. La lame d'eau écoulée dans son bassin versant est de 765 millimètres annuellement ce qui est plus de deux fois supérieur à la moyenne d'ensemble de la France tous bassins confondus, ainsi qu'à la moyenne du bassin de la Saône (501 millimètres par an à Lyon). Le débit spécifique de la rivière (ou Qsp) atteint dès lors le chiffre très robuste de 24,2 litres par seconde et par kilomètre carré de bassin.

## Écologie
Le cours de la rivière n'a jamais été canalisé et il est varié : des sections en canyons alternent avec des sections en bassins périodiquement alimentées par des arrivées karstiques. Le lit mineur, de 30 à 50 mètres hormis au niveau des grands barrages a globalement conservé sa morphologie naturelle sur l'essentiel de son cours amont, souvent en fond de vallée boisée. Le fond du lit est hétérogène. Ces caractéristiques confèrent au Doubs un fort potentiel biologique, mais le contexte karstique le rend vulnérable à d'éventuelles pollutions des nappes qui alimentent les sources.
Le Doubs n'est plus une rivière sauvage : son régime hydrologique (originellement « pluvio-nival » marqué) et la qualité de son eau sont marqués par l'anthropisation ; la naturalité du cours et la continuité écologique sont notamment altérées par trois barrages hydroélectriques (barrage du Châtelot ; construit en 1953 et disposant d'une concession jusque 2028 ; barrage du Refrain (1909, autorisé jusque 2032) et barrage de la Goule (1898, autorisé jusque 2024). On y constate aussi la disparition de certains embâcles naturels, une modification de température ou de la dynamique sédimentaire (DIREN Franche-Comté, 1994). Les seuils marqués par les premiers grands barrages sont aujourd’hui considérés comme « trois grandes zones fonctionnelles ».
La qualité de l'eau est dégradée par plusieurs macro et micro polluants. Des nutriments ont également eutrophisé la rivière, au détriment du potentiel piscicole et de l'écopotentialité générale du milieu.
La richesse ichtyologique du Doubs et ses ichtyocénoses ont été périodiquement étudiées (dont par Jean Verneaux et l’Université de Franche-Comté (1973) et par le Conseil supérieur de la pêche, Étude SRAE de Franche-Comté de 1986. Étude CSP-INRA de 1994 à 1999. Étude CSP de 2003 à 2005...) en comparant la situation actuelle avec ce qui est supposé être celle du bon état écologique pour le biocénotype correspondant à la station étudiée, ou plutôt avec un référentiel élaboré (« de façon statistique sur une série de sites non pollués »).
La rivière est considérée comme « à truite et à ombre » et abrite une espèce endémique et patrimoniale du Sud-Est de la France : l'Apron du Rhône. Plusieurs variétés de truites (fario et arc-en-ciel), brochets, ombres, perches... y sont observées, mais en densité encore éloignée du potentiel écologique théorique du cours d'eau.
Le cours d'eau présente des situations dégradées, en partie mal expliquées qui ont justifié en 2003, un « programme d'amélioration des écosystèmes du Doubs franco-suisse » (sous forme d'un accord-cadre franco-suisse), dont la mise en œuvre a commencé par la réalisation d'un état initial de la qualité de l’écosystème (principalement axé sur les poissons ; potentialités piscicoles, l’état des peuplements...). Cet accord vise à équiper en passes à poisson (ou ascenseur à poisson) les ouvrages hydroélectriques, augmenter les débits permanents et il a permis de « "lisser" davantage les éclusées ».
Comme dans la Loue (affluent du Doubs), plusieurs épisodes de mortalité massive de poissons ont été constatés (dont au printemps 2010 avec une mortalité importante de truites et en janvier 2011 avec de nombreuses espèces touchées). Ces phénomènes ont été étudiés par l'ONEMA qui a dans ce cas repéré de fréquentes infestations des poissons morts ou malades par un oomycète (saprophyte) du genre Saprolegnia, qui est un microorganisme parfois qualifié de pseudochampignon, proche du mildiou susceptible d'attaquer des organismes en état d'affaiblissement immunitaire. À la suite de ces épisodes, une étude a fait durant l'automne 2011 un point sur l'ichtyofaune de 5 stations (dont deux suisses) déjà inventoriées par pêches électriques et « méthode de pêche par épuisement de De Lury » (DE LURY, 1947 in Laurent & Lamarque, 1975) (1985, 1994, 1996 et 2004).
Cette étude a permis d'identifier 12 espèces de poissons présents en 2011 dans les trois stations françaises et a confirmé l'augmentation régulière du nombre d'espèces observées depuis trente ans (1970 - 2004), phénomène général en Europe, notamment dû à l'arrivée d'espèces introduites (parfois invasives). Dans un premier temps, les nouvelles espèces étaient de types écologiques jugés par l'ONEMA  "inférieurs" ou inféodées aux zones lentiques, provenant pour la plupart des retenues d'eau des barrages hydroélectriques, mais cette tendance semble se retourner avec trois espèces (tanche, brème et rotengle) qui n'ont pas été retrouvées en 2011 hors des retenues, peut-être selon l'ONEMA en raison de débits plus importants volontairement maintenus par les électriciens, qui auraient redonné un cours plus rapide et oxygéné aux zones d'échantillonnage.
par contre l'Apron, qui était encore capturé (par Verneaux au début des années 1970 durant sa thèse de doctorat sur les sites de Goumois (France), de Clairbief (Suisse) et des Rosées (Suisse), n’est plus retrouvé sur le Doubs frontalier en France, mais est encore présent dans la boucle suisse du Doubs. Concernant la truite, l'ONEMA conclut en 2011 à une population déséquilibrée en termes de classes d’âge (« déficit des juvéniles (1+) mais également d’adultes de plus de 5 ans », avec régression des grands individus (> 51 cm) par rapport aux années précédentes). L'ONEMA s'inquiète aussi d'une « forte régression des petites espèces (Loche franche, vandoise et vairon) »(sur la "station du Câble").

#### L'eau potable

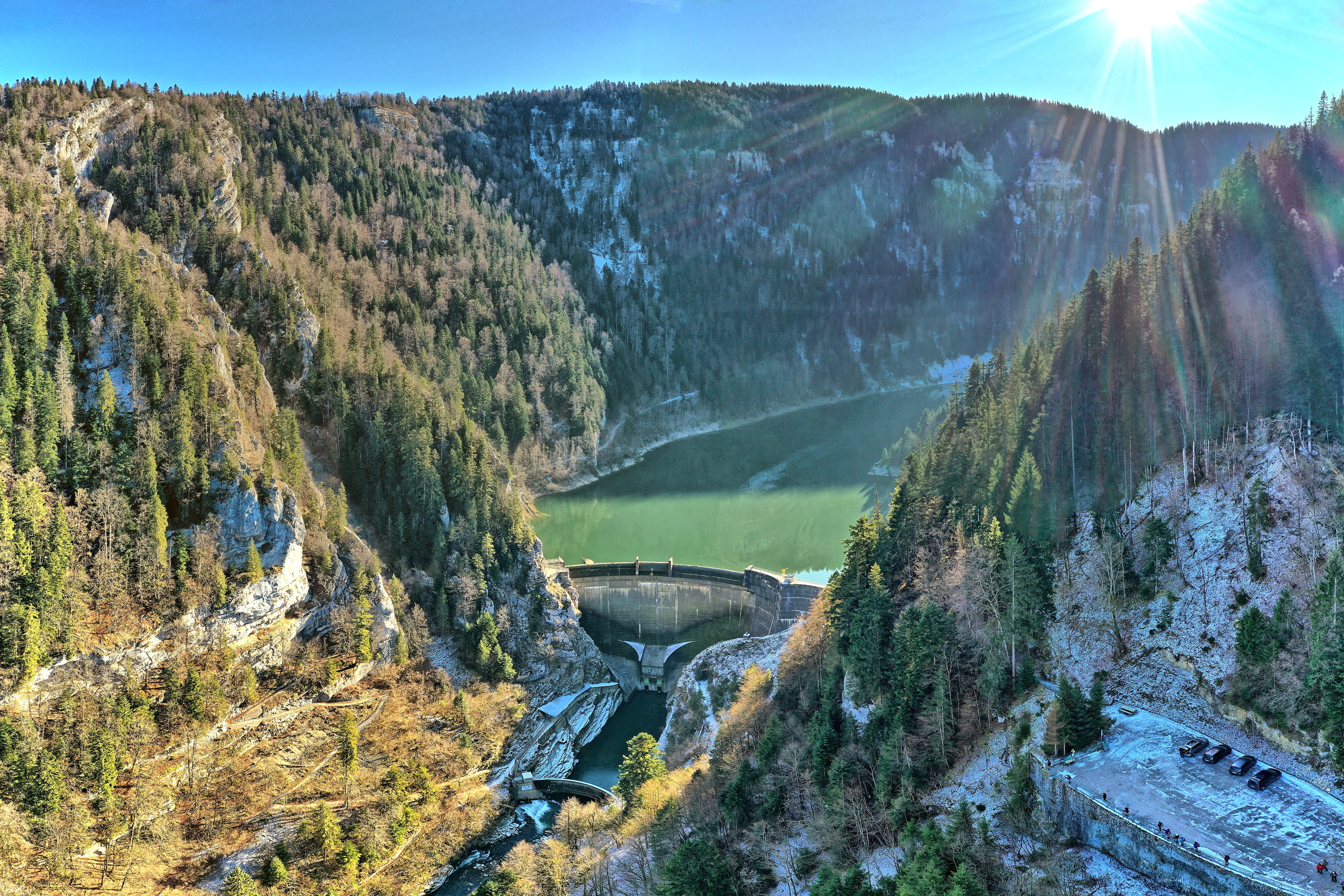
Le barrage du Châtelot.

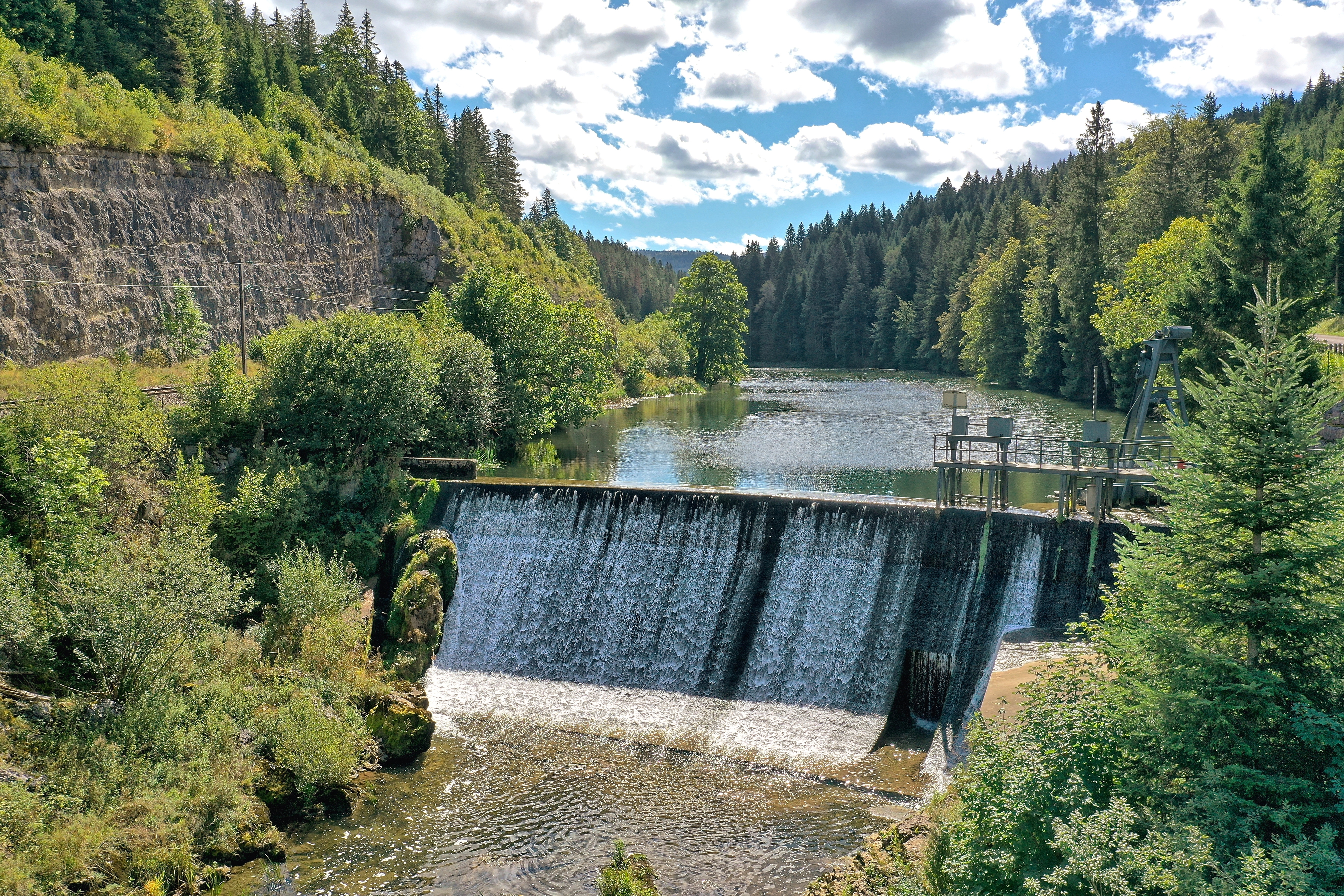
Le barrage du Fourperet.

## Bassin économique du Doubs

### Utilisation de l'eau

#### L'énergie hydraulique
La pente importante du Doubs (436 m pour 144 km) est propice à la production électrique.
Plusieurs centrales électriques jalonnent le cours de la rivière. Il s'agit d'amont en aval :
- Microcentrale de Rochejean Amont, dans la commune de Rochejean, avec une hauteur de chute de 4 m
- Microcentrale de Rochejean Aval, dans la commune de Rochejean, avec une hauteur de chute de 4 m
- Barrage du Fourpéret, inauguré en 1906, dans la commune de Labergement Sainte Marie, avec une hauteur de chute de 27 m
- Barrage du Châtelot, franco-suisse, achevé en 1953 et haut de 74 m[29].
- Barrage du Refrain, inauguré en 1909, avec une hauteur de chute de 66,5 mètres
- Barrage de La Goule dans la commune suisse du Noirmont
- Barrage de Vaufrey (1949) dans la commune de Vaufrey
- Barrage de Grosbois (1927) dans la commune de Soulce-Cernay
- Barrage de Dampjoux (1943) dans la commune de Dampjoux
- Barrage de la Pretière (1918) dans la commune de La Prétière
- Microcentrale du barrage de la Malate dans la commune de Besançon.

### La navigation

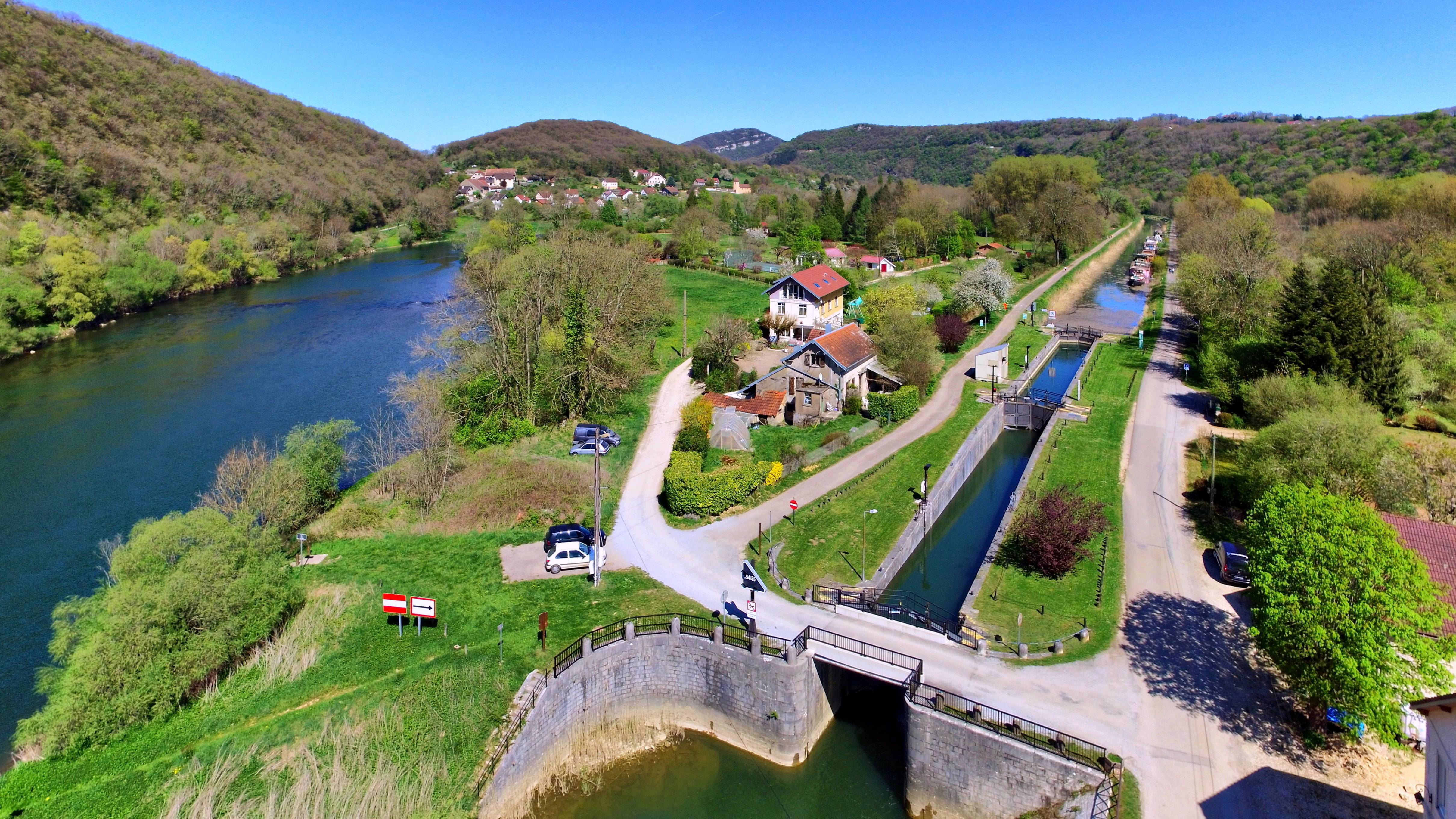
La double écluse de Rancenay.

Entre Voujeaucourt (juste en aval de Montbéliard) et Dole, le lit du Doubs est en partie utilisé pour constituer le canal du Rhône au Rhin même si de nombreuses portions de canal sont construites en parallèle de la rivière ou pour courcircuiter certains méandres.
Aussi, pour rendre le Doubs navigable, de nombreux aménagements ont été nécessaires : une cinquantaine de barrages et d'écluses (dont la double-écluse de Rancenay), deux tunnels (percée de Thoraise, tunnel-canal de Besançon).

## Culture et tourisme

### La véloroute EuroVelo 6
De Montbéliard à Choisey (à côté de Dole), la véloroute EuroVelo 6 longe le Doubs en utilisant le plus souvent l'ancien chemin de halage du canal du Rhône au Rhin.

### Sites touristiques
De l'amont vers l'aval : 

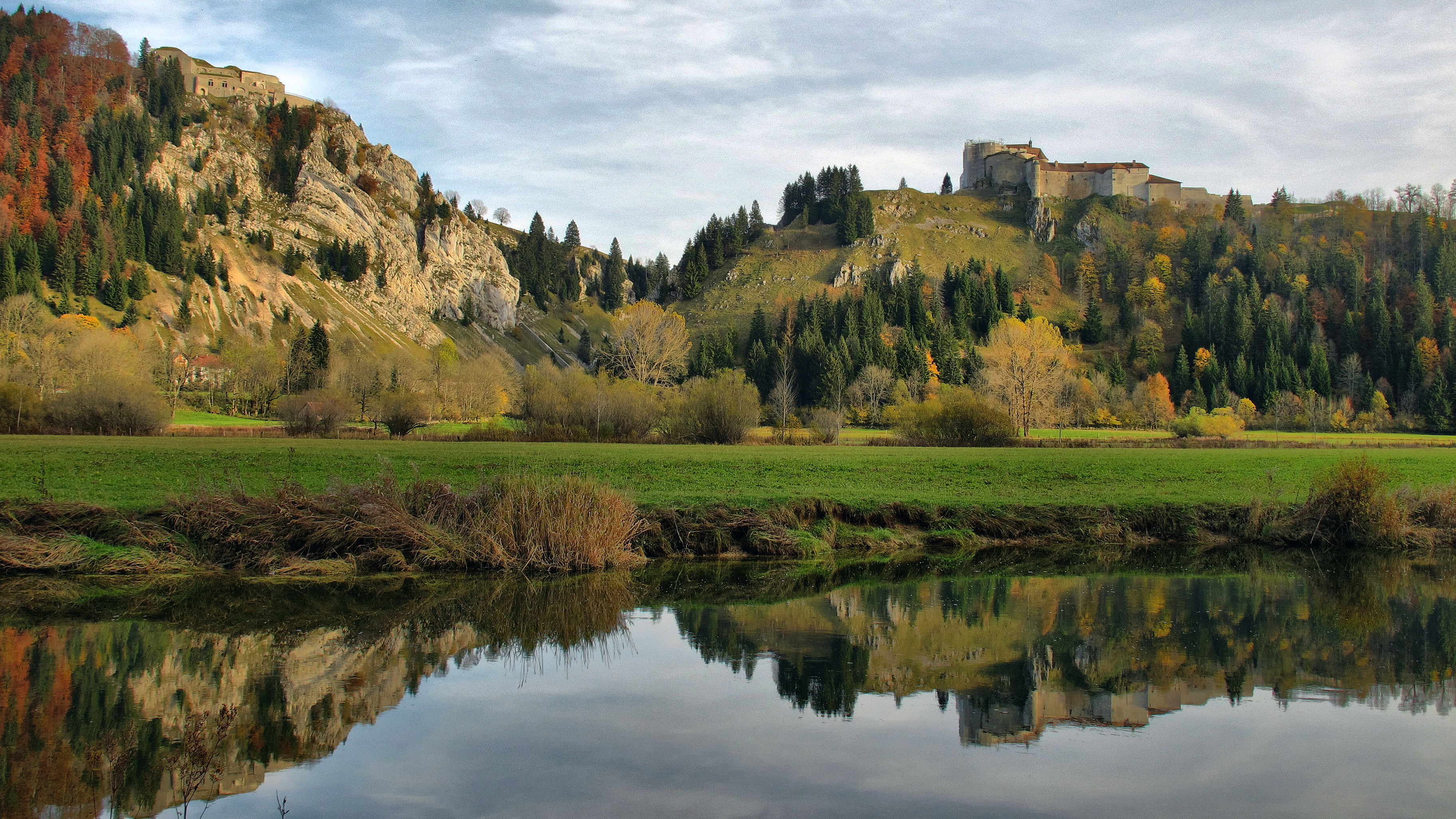
Le château de Joux et le fort du Larmont.
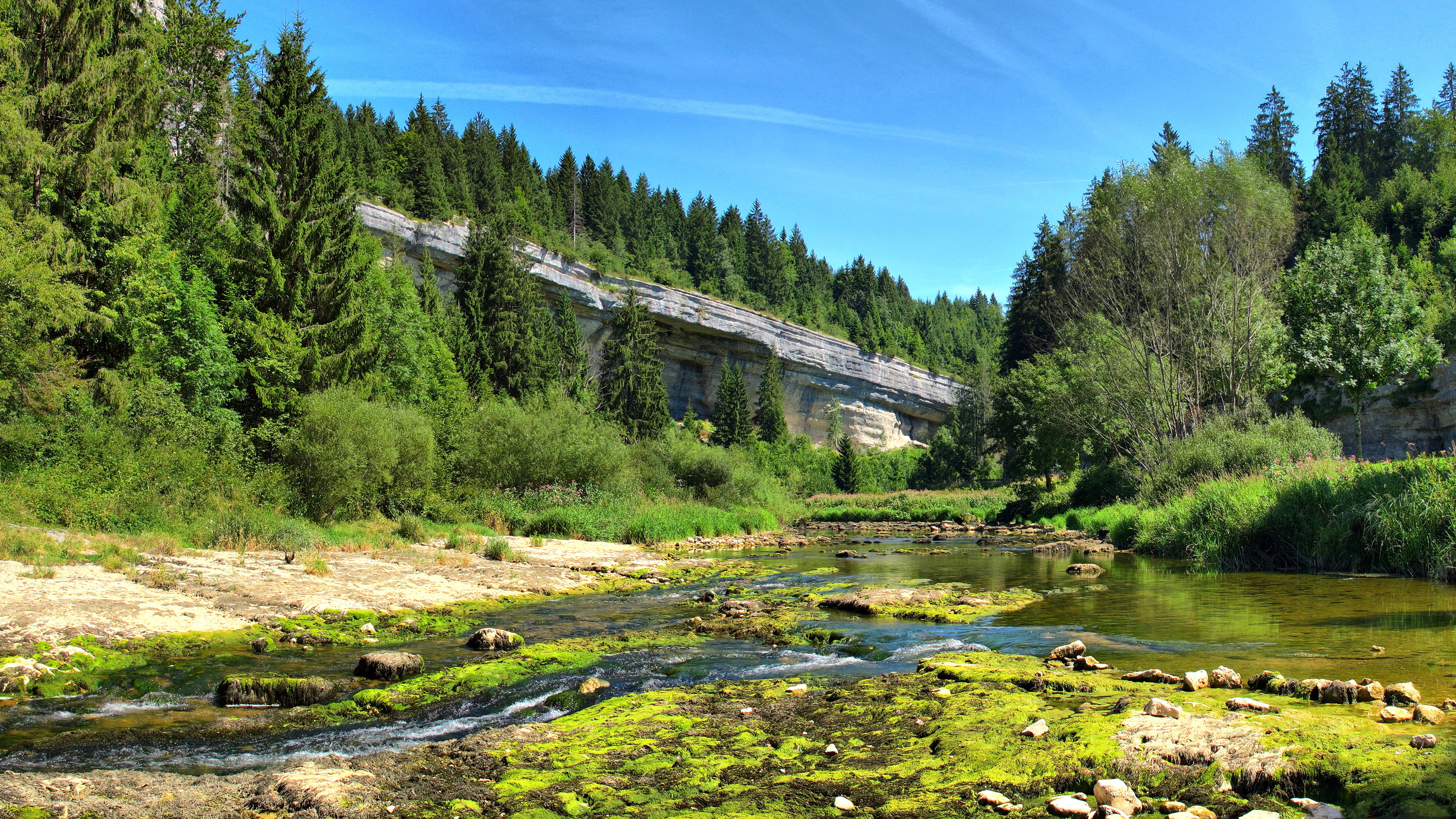
Le défilé d'Entre-Roches.
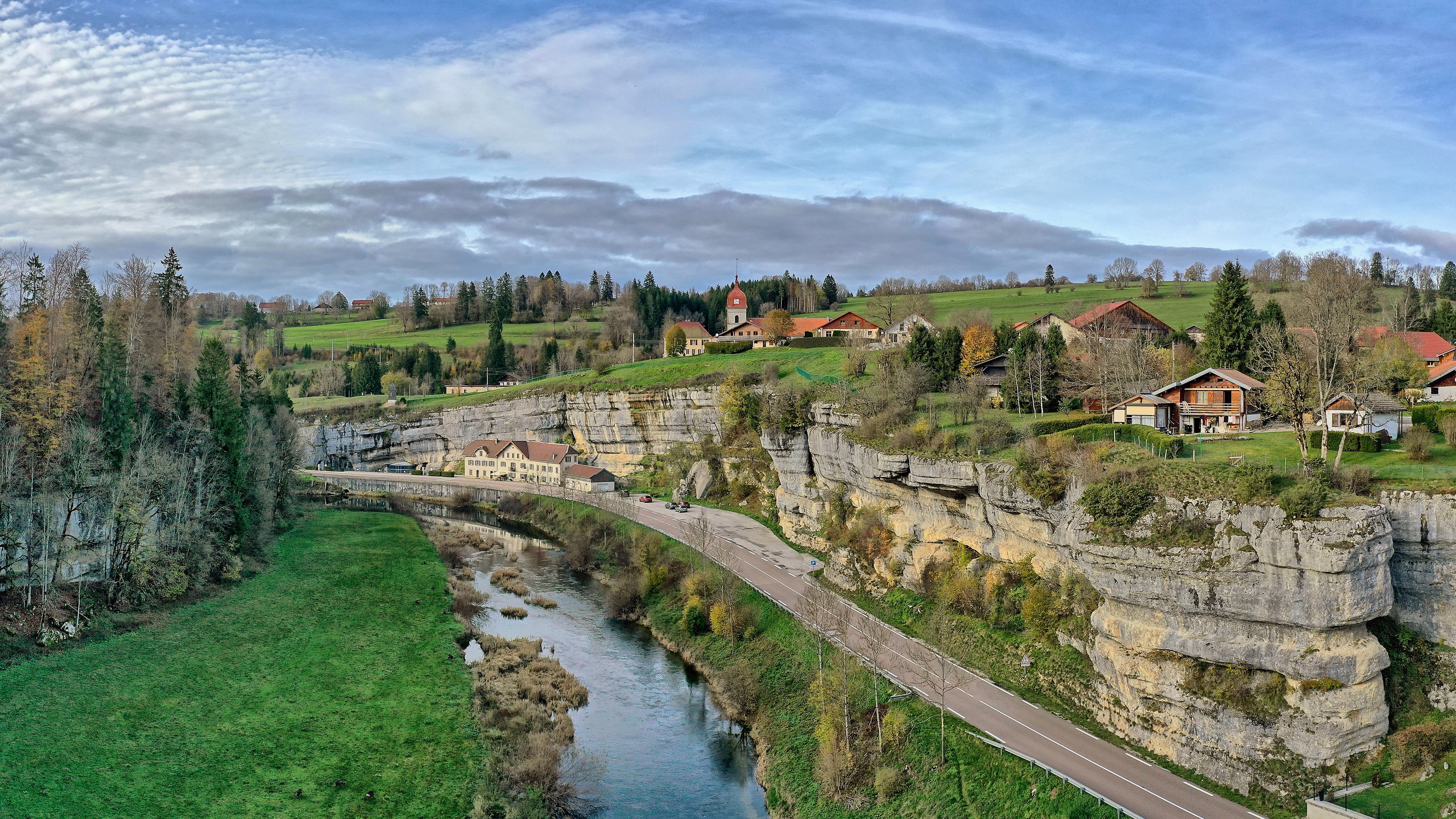
Les gorges de Remonot.
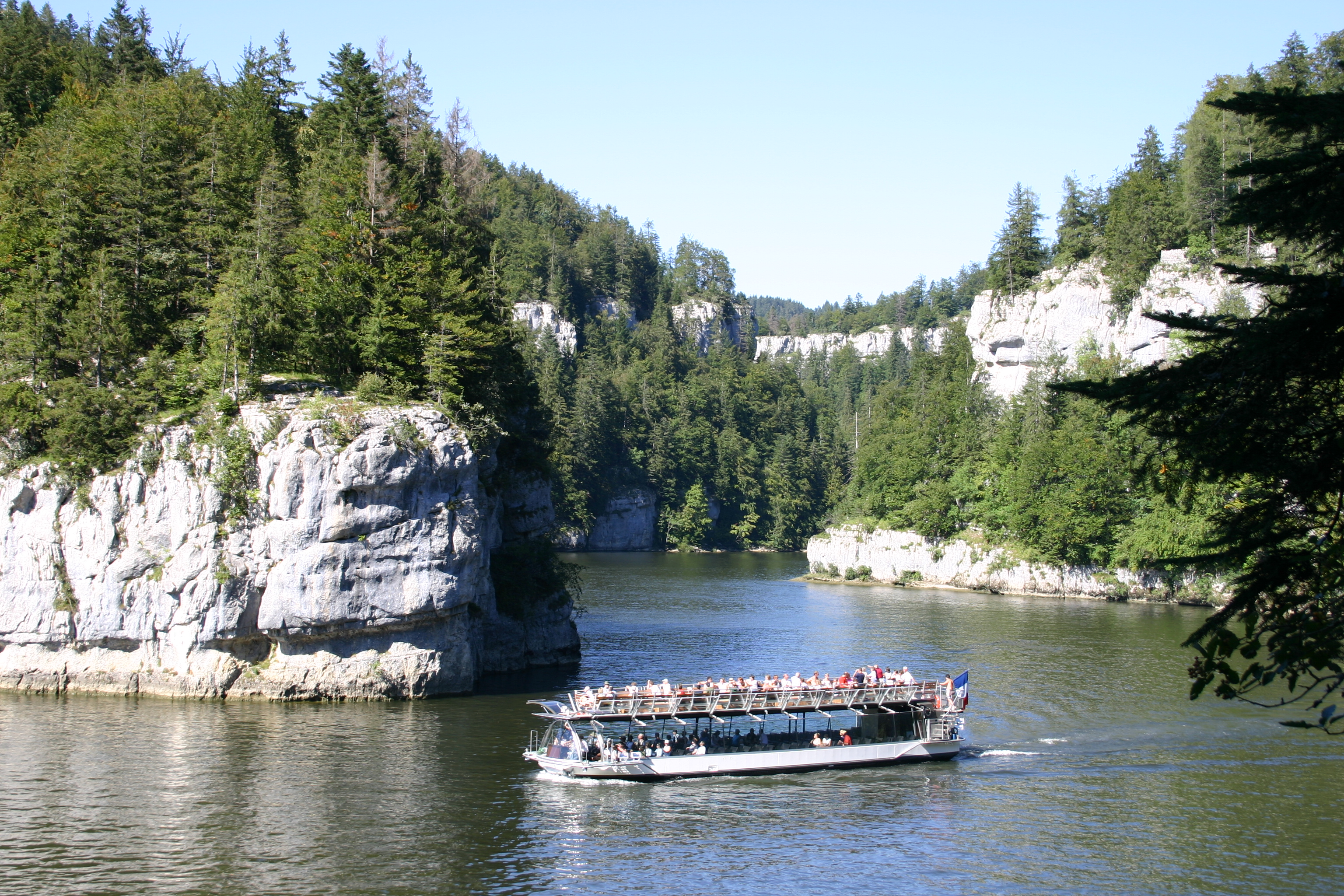
Bateaux du Saut du Doubs
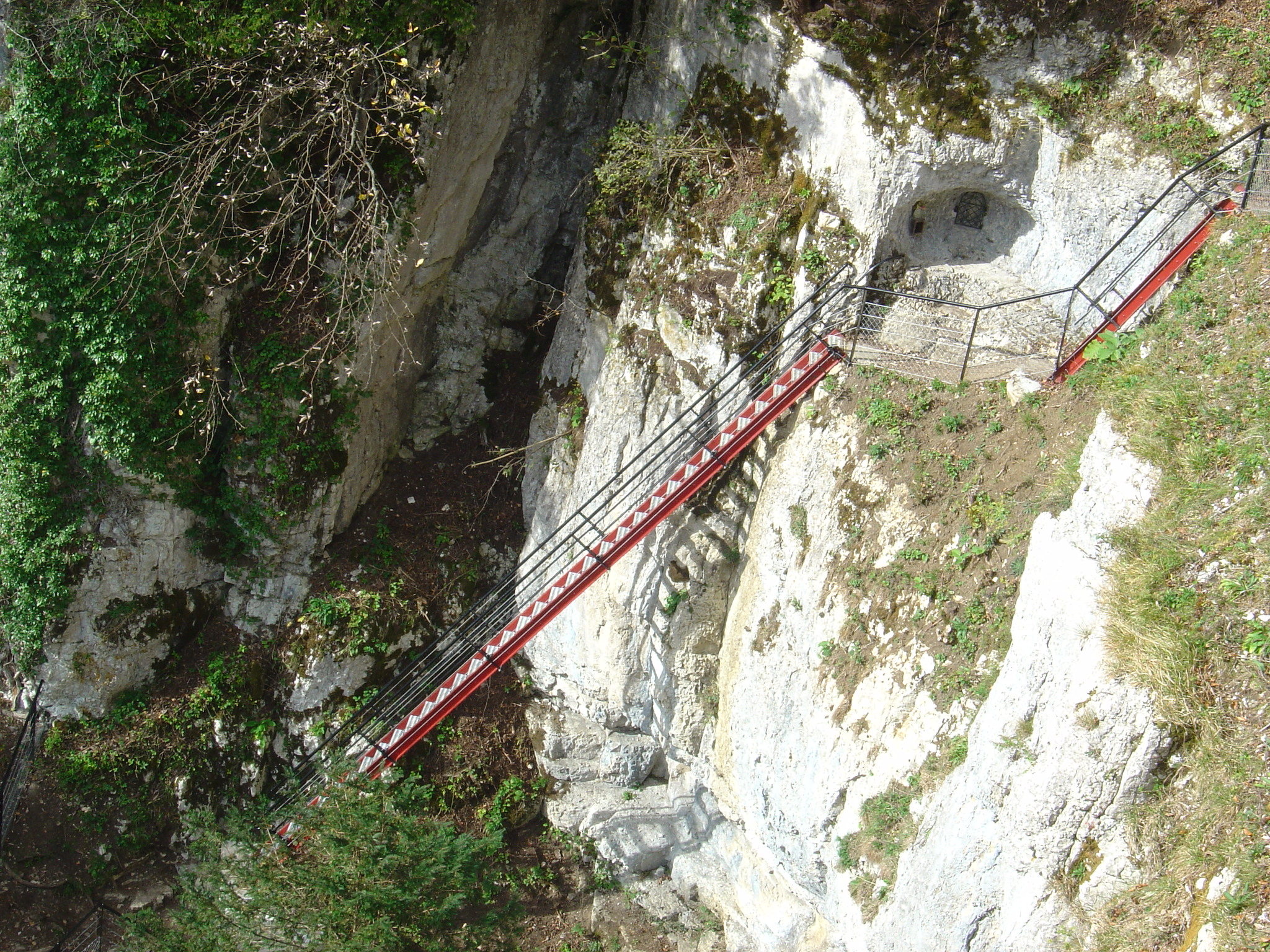
Les Échelles de la Mort.
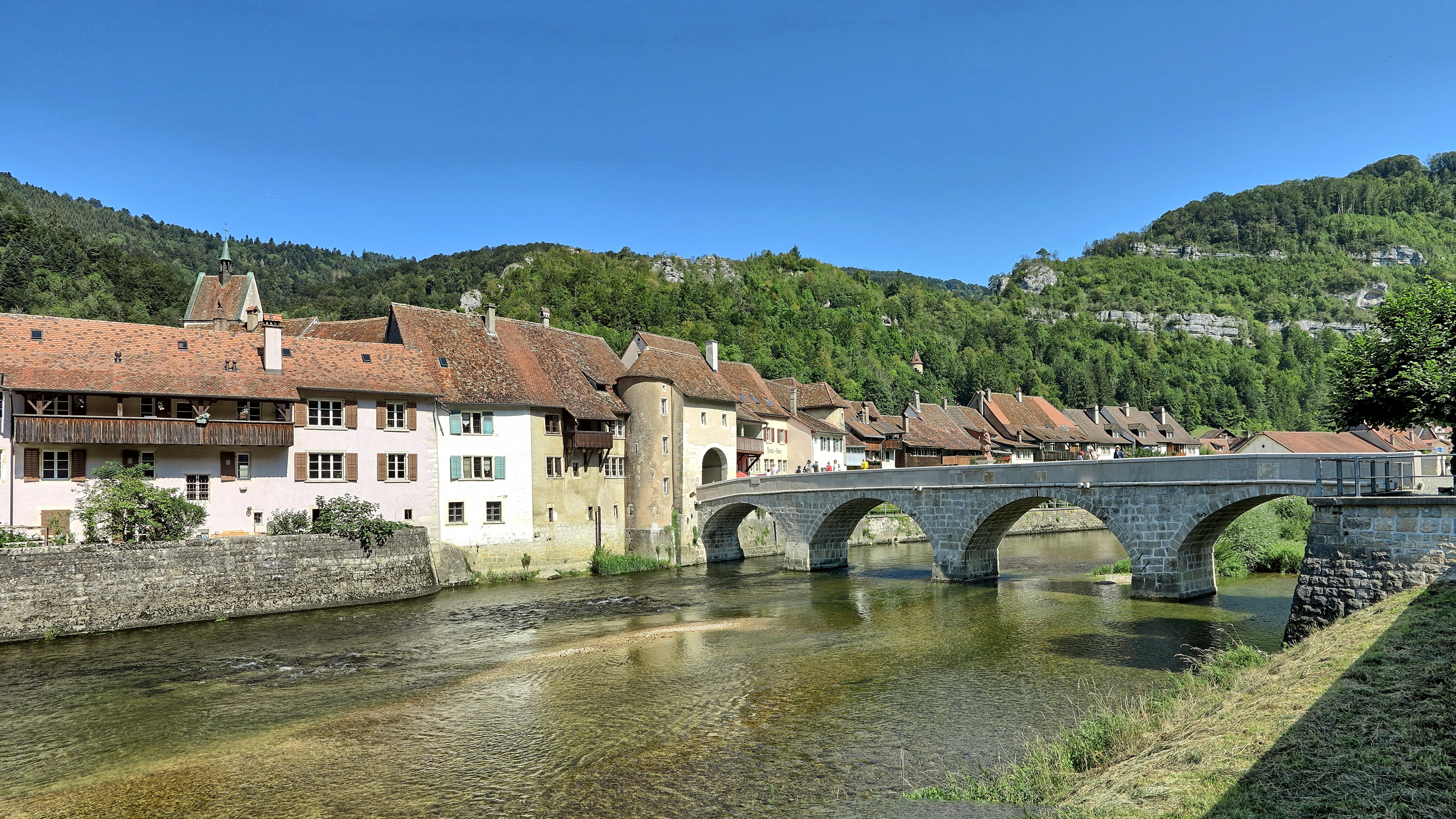
Saint-Ursanne et le pont Saint-Jean.
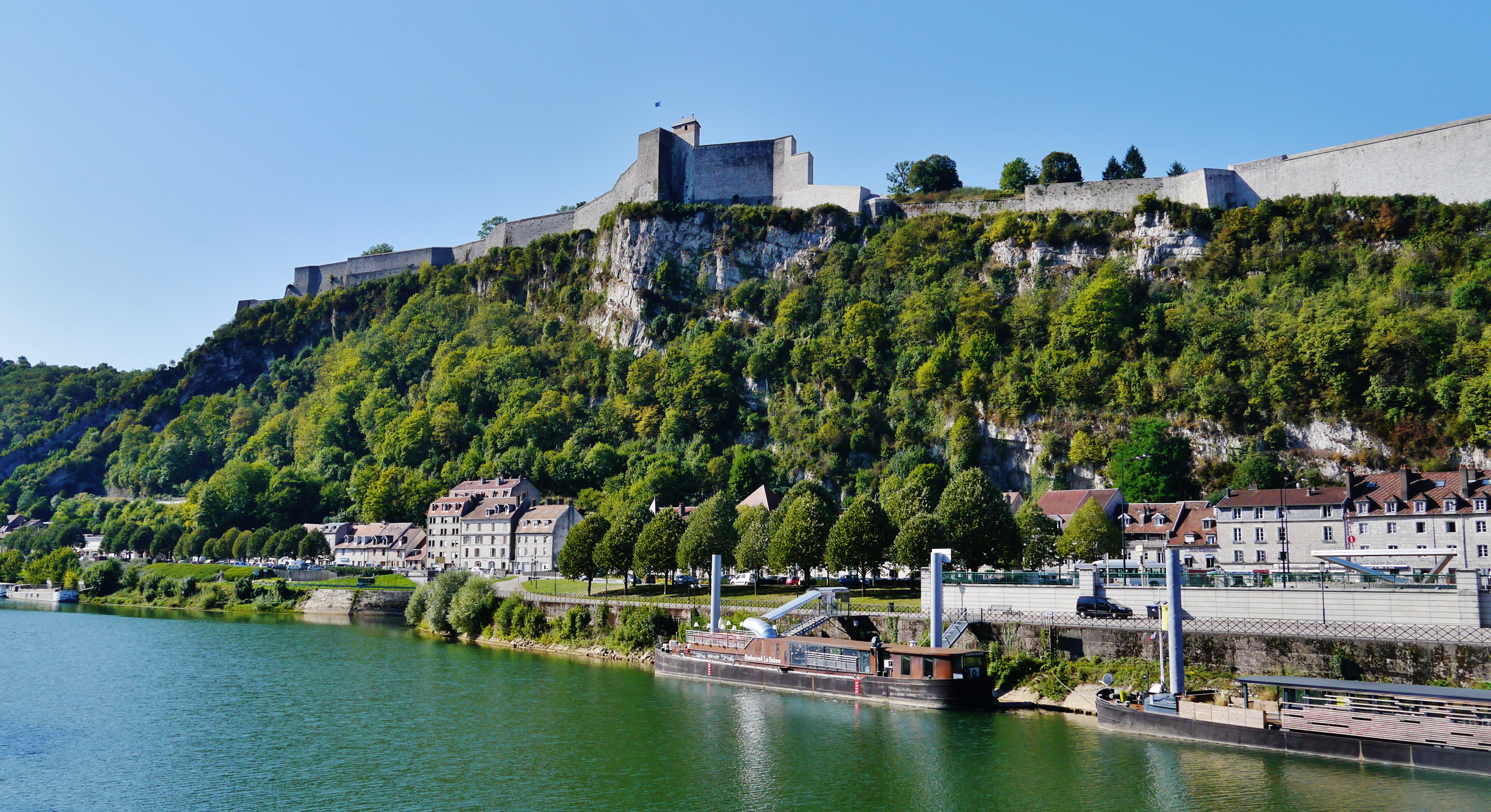
La citadelle de Besançon.
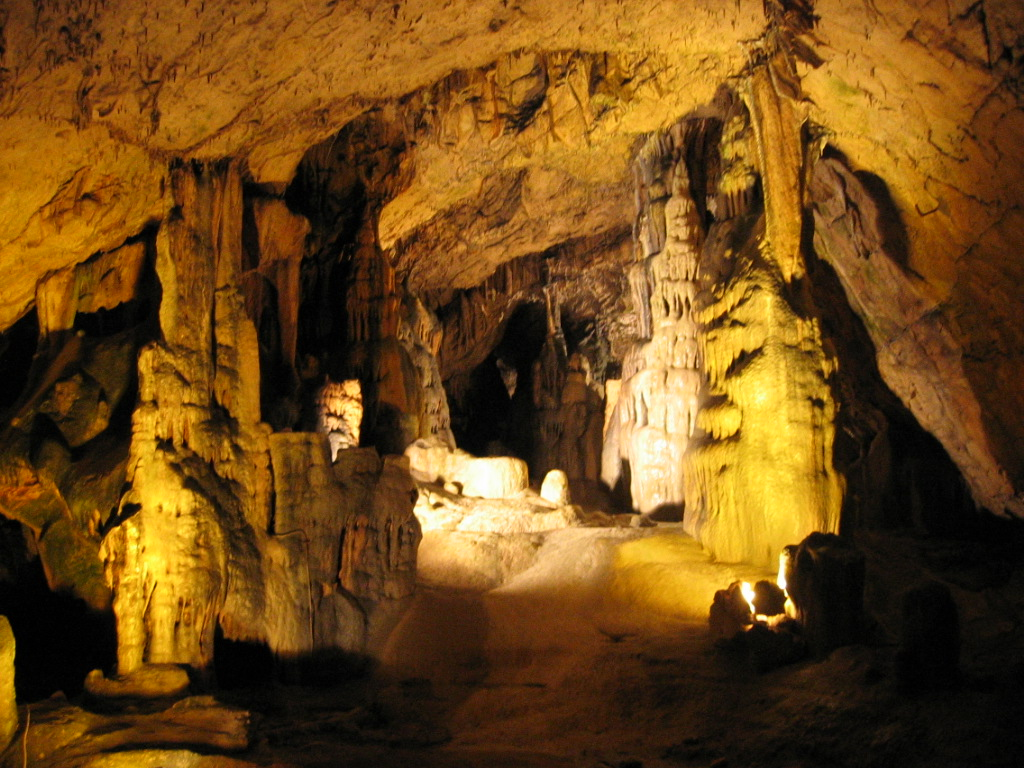
Grottes d'Osselle.
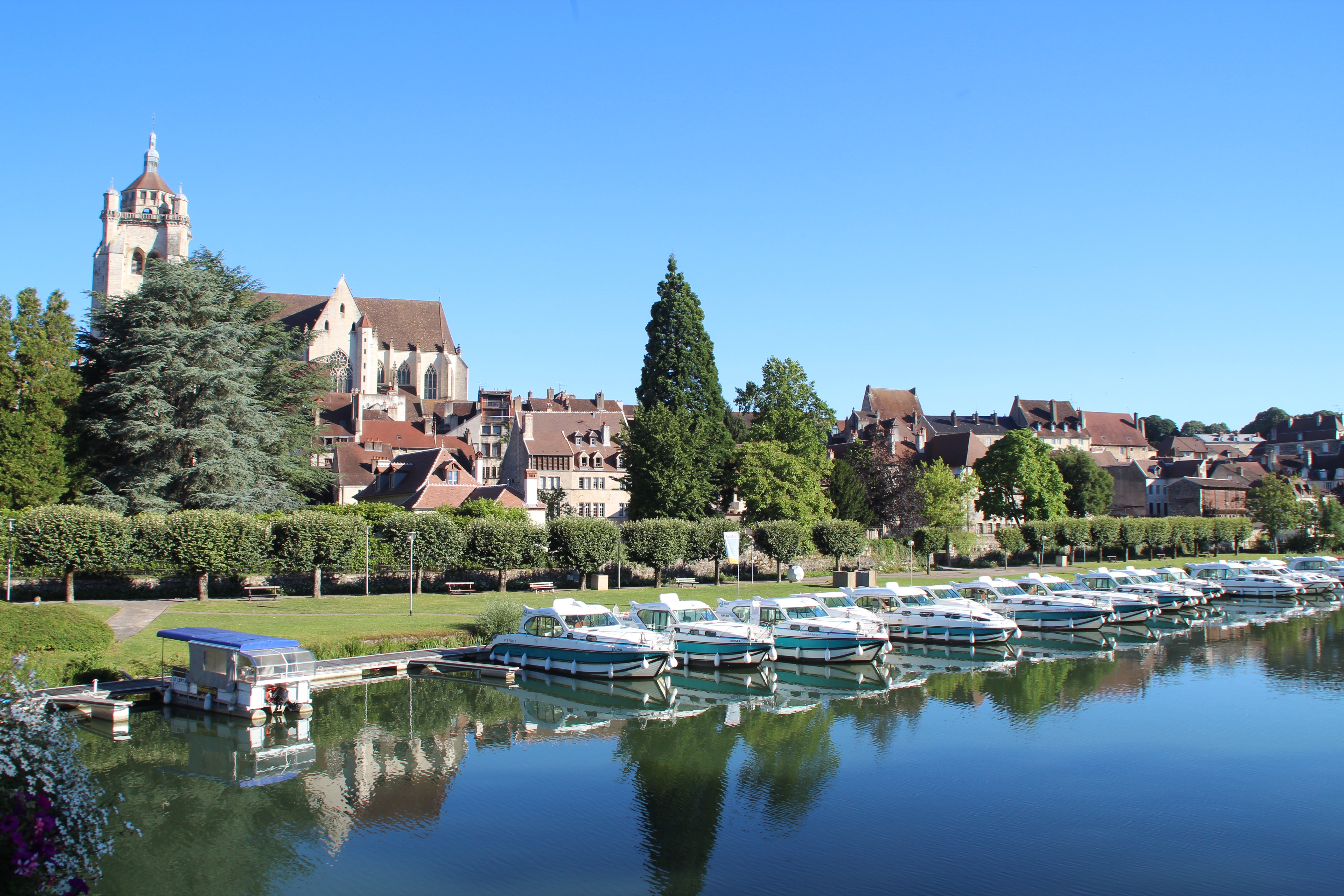
Dole.